# Т-26
Т-26 — радянський легкий танк, створений на основі англійського танка «Vickers Mk.E», закупленого в 1930 році. Прийнятий на озброєння Червоної армії у 1931 році, він став основним танком загальновійськових з'єднань і танкових частин, призначених для підтримки піхоти. Танк випускався з 1933 до 1941 року в різних модифікаціях, всього на базі танка Т-26 розроблено 53 типи бойових машин різного призначення, з яких 23 — перебували в серійному виробництві. Всього за час виробництва було випущено 11 218 танків Т-26.
Бойове хрещення однобаштові танки Т-26 здобули під час громадянської війни в Іспанії в 1936—1939 роках, куди Радянський Союз поставив 297 танків цього типу. Вони брали участь практично в усіх бойових операціях, що проводилися армією республіканців, і показали себе з хорошого боку.
Потім Т-26 широко використовувалися в ході бойових дій біля озера Хасан і на річці Халхин-Гол на Далекому Сході. Т-26 також активно застосовувалися у вторгненні до Польщі та в радянсько-фінській війні 1939—1940 років.
Станом на 1 січня 1941 року Червона армія мала у своєму розпорядженні 9665 танків Т-26 усіх модифікацій, зокрема спеціальні. На початковому етапі німецько-радянської війни більшість з них була з різних обставин втрачена, а ті, що залишилися, брали участь в боях з Вермахтом аж до 1944 року. Останньою бойовою операцією за участю танків Т-26 стала Маньчжурська операція з розгрому японської Квантунської армії в серпні 1945 року.

## Історія створення

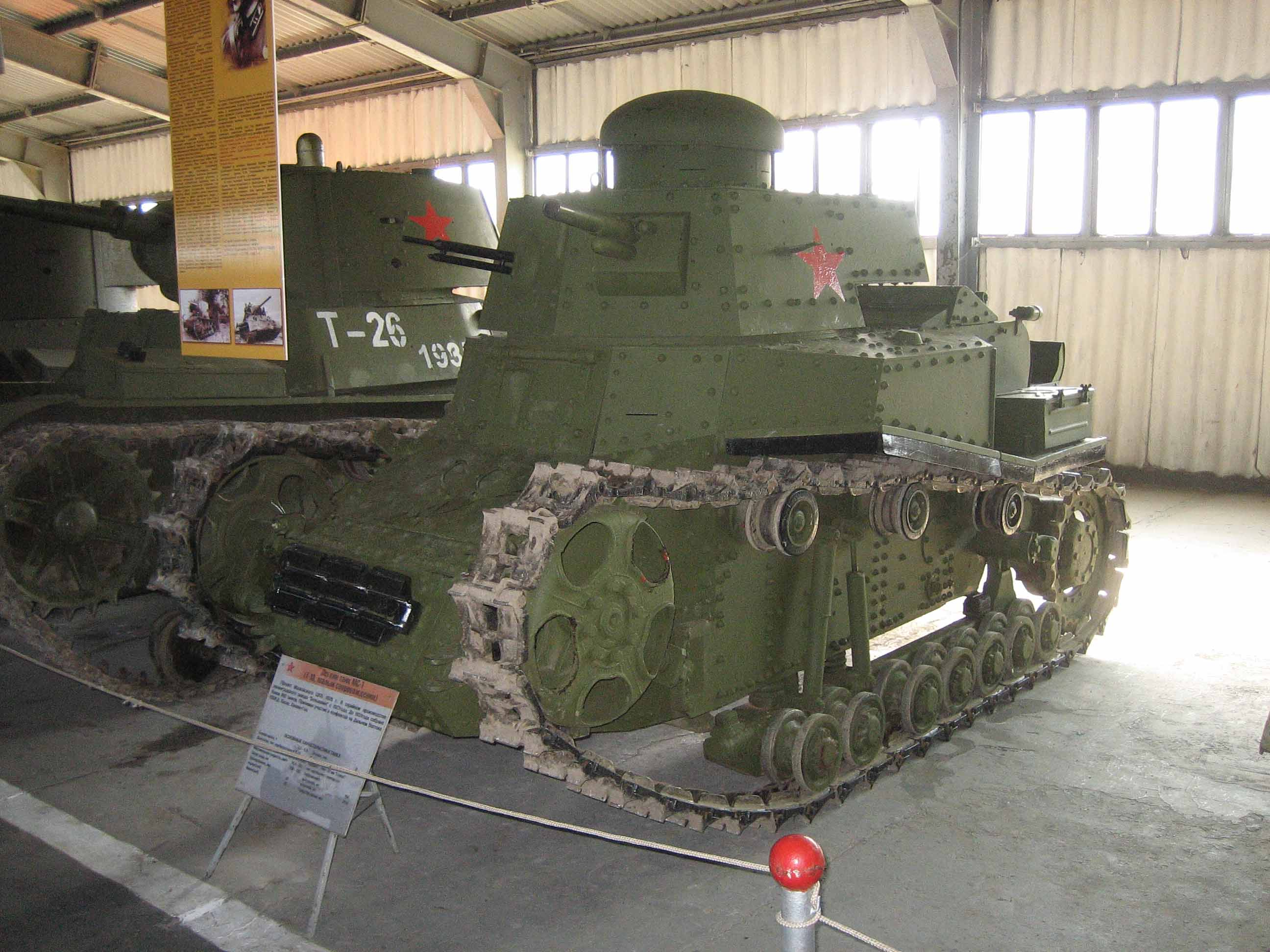
Легкий танк супроводу піхоти Т-18

До початку 1930-х років танковий парк СРСР складався насамперед з масового легкого танка безпосередньої підтримки піхоти Т-18, а також різнотипних британських машин часів Першої світової війни. Їх бойова цінність була низькою через застарілість конструкції, зношеність агрегатів та проблеми з постачанням запасних частин. Т-18 виконав початкове завдання насичення РСЧА боєздатними і відносно сучасними машинами, та освоєння промисловістю виробництва танків. Але характеристики Т-18, який був лише глибокою модернізацією FT-17 періоду Першої світової війни, вже до 1929 року не задовольняли вимоги Генерального штабу РСЧА. Після ознайомлення з дослідними німецькими танками під час радянсько-німецького співробітництва, та з танками інших країн під час ознайомчої поїздки начальника УММ Халепського по США і країнах Європи, дійшов висновку про відставання рівня радянських танків. Для заміни Т-18, конструкторським бюро Гарматно-арсенальний трест з осені 1929 року велась розробка нового танку супроводу піхоти Т-19, але роботи по ньому з ряду причин затягувались. Наприкінці 1929 року на засіданні колегії ГУВП був зроблений висновок про те, що з відсутністю в радянських танкових конструкторів належного досвіду і слабким розвитком промислової бази, строки розробки радянських танків та задані ТТХ не дотримуються, а створені проєкти не придатні для серійного виробництва. Тому 5 грудня комісія під керівництвом Народного комісара важкої промисловості СРСР Орджонікідзе було прийняте рішення про звернення до закордонного досвіду.
В 1930 році була створена комісія із закупівлі під керівництвом І. Халепського та начальника інженерно-конструкторського бюро по танкам Гінзбурга, їхнім завданням було відібрати та закупити зразки танків, тракторів і автомобілів, придатних для прийняття на озброєння РСЧА. Перш за все комісія весною 1930 року вирушила до Великої Британії, яка в ті роки вважалася світовим лідером у виробництві бронетехніки. У Великій Британії увагу комісії привернув легкий танк Mk.E або «6-тонний» (англ. 6-ton), створений фірмою «Віккерс-Армстронг» в 1928—1929 роках і якого активно пропонували на експорт. Комісія планувала придбати лише по одному екземпляру необхідної техніки, але продавати одиночні зразки, тим більше з документацією, фірма відмовилась, і в результаті подальших переговорів з нею була досягнута угода про закупівлю малих партій танків, зокрема — 15 одиниць Mk.E за ціною 42 тисячі карбованців в цінах 1931 року, з повним комплектом технічної документації та ліцензією на виробництво в СРСР. Поставки танків повинні були бути здійснені з вересня 1930 по січень 1931 року. «Віккерс-Армстронг» пропонувала декілька варіантів танка — достовірно відомо про «Модель A» з двома одномісними баштами з 7,7-мм кулеметами «Віккерс» і «Модель B» з двомісною баштою з 47-мм короткоствольною гарматою і 7,7-мм кулеметом — але радянська сторона закупила тільки двобаштові машини. В СРСР Mk.E отримали позначення В-26. Складання танків проводилось на заводах «Віккерс-Армстронг», але в ній брали участь і радянські спеціалісти, для кращого ознайомлення з технологією. Перший В-26 був відправлений в СРСР 22 жовтня 1930 року, а до кінця року СРСР отримав ще три танки.

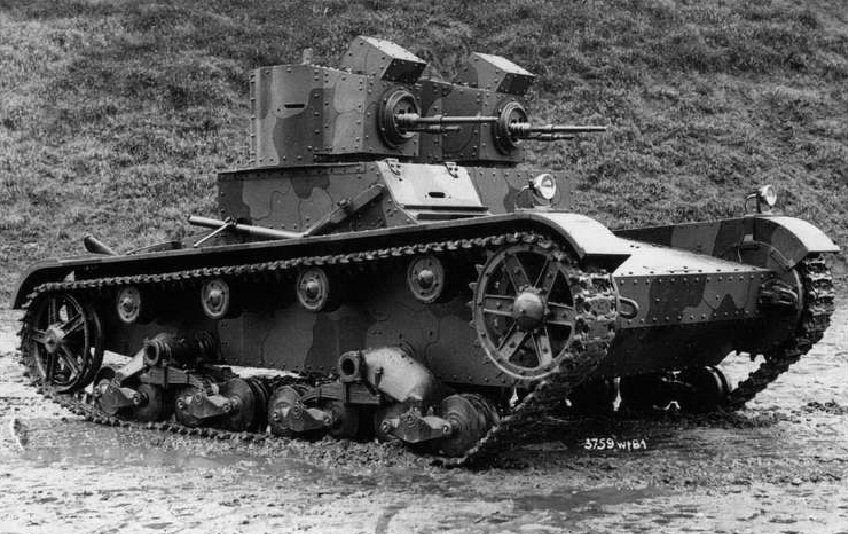
Легкий танк «Віккерс» Mk.E Model A

В СРСР перші з прибулих танків поступили в розпорядження «спеціальної комісії з нових танків РСЧА» під керівництвом С. Гінзбурга, завданням якого було вибір танку для прийняття на озброєння армії. З 24 грудня по 5 січня три В-26 пройшли випробування в районі Поклонної гори, на підставі яких комісією були зроблені «доволі стриманні» висновки. Але на демонстрації 8 —11 січня двох танків перед представниками вищого командування РСЧА і Московського військового округу, В-26 викликав у них бурхливе схвалення і вже 9 січня надійшло розпорядження К. Ворошилова: «…вирішити нарешті питання про доцільність організації виробництва В-26 в СРСР», а Гінзбургу було наказано представити Наркомвійськмору список відмічених під час випробувань переваг і недоліків В-26 в порівнянні з Т-19.
У доповіді, наданій 11 січня, був зроблений висновок щодо надійності і простоти трансмісії та ходової частини В-26 і відповідності цих систем вимогам РСЧА, також говорилось про те, що двигун не придатний для встановлення на танк, а його конструкція не дозволяє підвищення потужності традиційними методами форсування. Серед переваг танка відзначалися хороші оптичні приціли кулеметів і проста у виробництві форма корпусу, серед недоліків — утруднений доступ до двигуна і трансмісії та неможливість проведення поточного ремонту двигуна в бою зсередини танка. В цілому відзначалося, що «… В-26, попри розглянуті недоліки, здатний розвинути високу швидкість і маневреність та є без сумніву найкращим зразком з усіх відомих нині[коли?] зразків закордонних танків». У порівнянні з Т-19 зазначалося, що за термінами виконання та вартості найвигіднішим є освоєння у виробництві Т-19, менш — комбінованого танка, який поєднував вузли Т-19 і В-26 і найменш — організація виробництва В-26 в незмінному вигляді. У загальному висновку доповіді говорилося про необхідність розпочати проєктування нового танка на основі конструкцій Т-19 і В-26, з мотором, корпусом і озброєнням від першого і трансмісією і ходовою частиною останнього, а також організації спільних випробувань Т-19 і В-26 для отримання повніших результатів.
Свій проєкт запропонувала і Військова академія механізації і моторизації РСЧА, яка після ознайомлення з документацією на В-26 запропонувала розпочати проєктування танка з використанням конструкції корпусу британської машини, але з посиленим бронюванням і двигуном «Геркулес» або «Франклін» потужністю 100 к. с., як відповіднішого для умов виробництва в СРСР. За результатами засідань комісії 16—17 січня були видані два технічні завдання: конструкторській групі С. Гінзбурга на створення гібридного танка, що отримав назву «Т-19 поліпшений» і Ваммен на створення «Танка малої потужності» («Танк М. М.», або ТММ). Роботи з обох проєктів просувалися, зокрема, ескізний проєкт «Т-19 поліпшеного» був прийнятий вже 26 січня того ж року, але міжнародна обстановка внесла в плани коректування. Так, 26 січня І. Халепський направив Гінзбургу лист, у якому говорилося, що згідно з даними розвідки, Польща теж веде закупівлю зразків «Віккерс» Mk.E і може, за оцінками керівництва РСЧА, вже до кінця поточного року з англо-французькою допомогою виробити більше 300 танків цього типу, що дало б польським танковим військам перевагу. У зв'язку з цим РВР РСЧА вважала за доцільне розглянути питання про негайне прийняття на озброєння В-26 в існуючому вигляді. У результаті, 13 лютого 1931 року РВР, заслухавши доповідь Халепського про хід робіт над новим танком, постановила прийняти В-26 на озброєння РСЧА як «основний танк супроводу загальновійськових частин і з'єднань, а також танкових і механізованих частин РВГК» з присвоєнням йому індексу Т-26.

## Серійне виробництво і подальший розвиток

### Початок виробництва

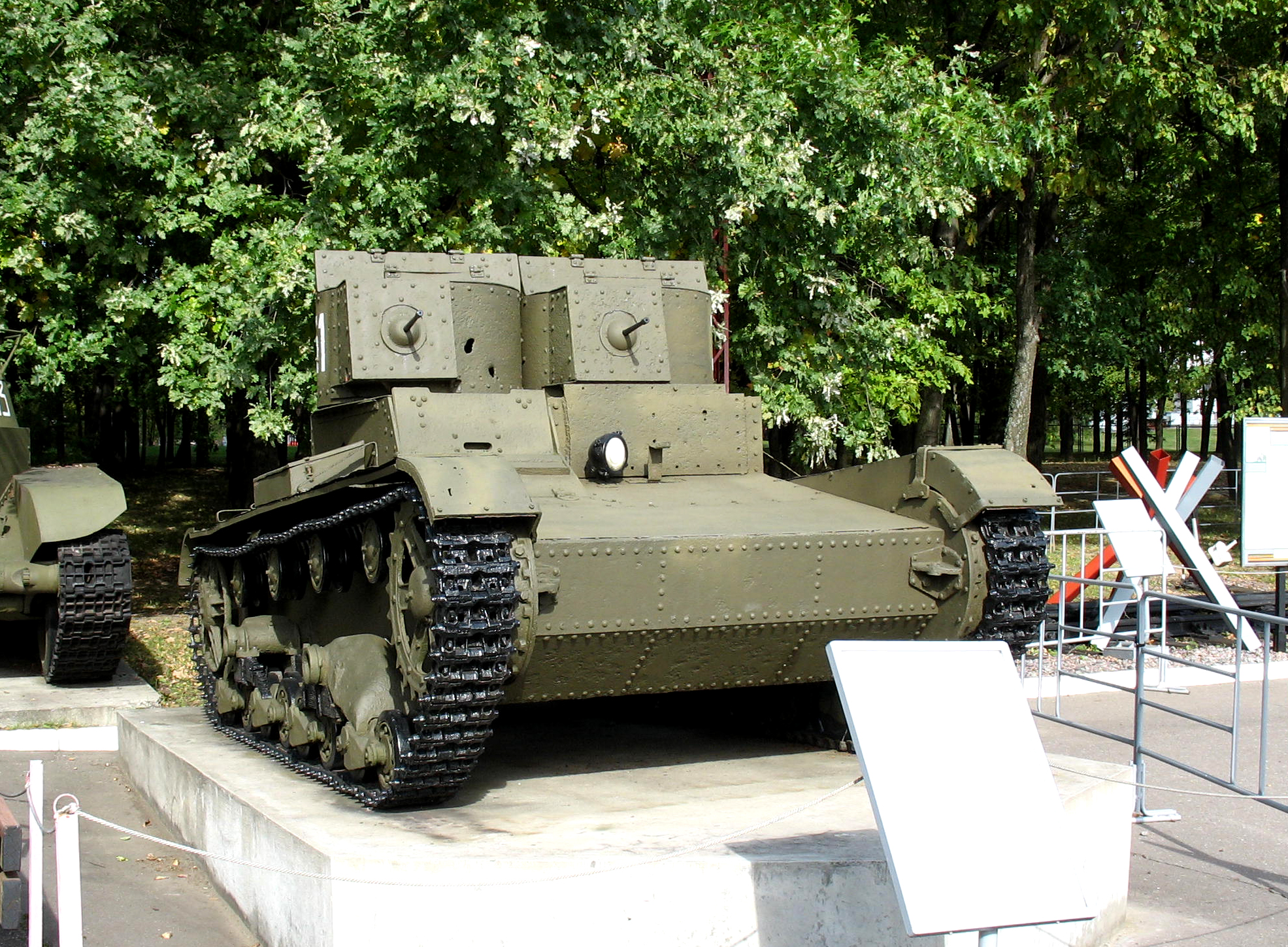
Двобаштовий Т-26 ранніх випусків з цільноклепаним корпусом і баштами та кулеметним озброєнням

Для виробництва Т-26 за відсутністю альтернатив був обраний ленінградський завод «Більшовик», до цього займався випуском Т-18. Пізніше передбачалося підключити до виробництва та добудовувати Сталінградський тракторний завод. Також розглядався Челябінський тракторний завод, який теж знаходився в процесі будівництва. Проєктними роботами з підготовки виробництва, а згодом і модернізації танка, керував С. Гінзбург. Спочатку заводу «Більшовик» був виданий план на виробництво 500 Т-26 в 1931 році, пізніше це число було скорочено до 300 з умовою випуску першого танка не пізніше 1 травня, але цієї цифри досягти не вдалося. Хоча завод раніше випускав подібними темпами Т-18, новий танк виявився значно складнішим у виробництві. Навесні 1931 року відділом заводу, який спочатку складався лише з 5 чоловік, що займався Т-26 були здійснені тільки підготовка до виробництва та виготовлення двох еталонних екземплярів танка. До 1 травня були закінчені робочі креслення, а 16 червня схвалений технологічний процес і почато виготовлення обладнання для масового виробництва.

У липні 1931 року почалося виготовлення по установчій (передсерійній) тимчасовій технології партії з 10 танків з корпусами з неброньової сталі, з широким використанням імпортних комплектуючих. Конструкція машин в точності повторювала британський оригінал, відрізняючись лише озброєнням, яке складалося з 37-мм гармати ПС-1 в правій башті і 7,62-мм кулеметом ДТ-29 в лівій. В ході виробництва відразу виявився ряд серйозних проблем, при цьому, хоча конструкторське бюро з самого початку робіт неодноразово пропонувало ввести в конструкцію доопрацювання, спрямовані на спрощення технології виготовлення, всі ці спроби присікалися вищим керівництвом. Найбільше проблем приносив двигун танка, який, попри уявну простоту, вимагав вищої культури виробництва, ніж міг забезпечити радянський завод — перший час вважалося нормальним, якщо брак двигунів становив до 65 %. Крім цього, Іжорському заводу, який поставляв корпуси танків, спочатку не вдавалося через високий відсоток браку налагодити виробництво 13-мм бронелистів, внаслідок чого на значній частині корпусів замість них застосовувалися 10-мм. Але і 10-мм листи на корпусах які поставлялися, мали численні наскрізні тріщини і через низьку якість спочатку на випробуваннях пробивалися 7,62-мм гвинтівковою бронебійною кулею з дистанції 150—200 м. До листопада корпуси танків випускалися зі збиранням повністю на болтах і гвинтах, щоб забезпечити заміну бронелистів кондиційним.  У підсумку на танках установчої партії двигуни фактично не працювали, і пересуватися танки могли лише при перестановці на них імпортного двигуна з еталонного В-26.

### Серійне виробництво двобаштових танків
У серпні 1931 року почалося виготовлення першої серійної партії з 15 танків, що відрізнялися від передсерійних, баштами збільшеної висоти з оглядовими лючком і щілинами у верхній частині, пристосованішими для виробництва на доступному устаткуванні. Але і на цих танках двигуни виявилися непрацездатні, і домогтися руху серійних танків своїм ходом вдалося тільки восени того ж року. Поспіх з освоєнням виробництва призвела до того, що на заводі до 1934 року не було точно встановленого технологічного процесу, а вартість танків майже вдвічі перевищувала вартість виготовлених у Великій Британії В-26. До кінця 1931 року були виготовлені 120 танків, але спочатку через низьку якість жоден з них військові приймати не хотіли. Лише після тривалих переговорів армія погодилася прийняти, за різними даними, 88 або 100 танків, причому 35 з них умовно, бо вони мали корпуси з неброньової сталі. Причому і на цих танках двигуни заводу було наказано замінити, бо при роботі під навантаженням вони «видавали численні сторонні шуми і мали перебої».
Така ситуація призвела до відновлення робіт над Т-19 та ТММ, а також створенню спрощеного малого танка Т-34, за допомогою якого пропонувалося компенсувати чисельну нестачу танка супроводу в разі загрози війни. Тим не менш, прийнятий у вересні 1931 року план, який передбачав випуск 3000 Т-26 в 1932 році, скоректований не був навіть після того, як стало відомо про неможливість СТЗ приєднатися в той час до виробництва. Лише в лютому 1932 року Комітет оборони дозволив заводу вносити в конструкцію танка будь-які зміни, які «не знижували б бойових якостей і сприяли збільшенню випуску». Крім того, для кращої організації робіт танкове виробництво на заводі «Більшовик» було з лютого виділено в окремий завод № 174. Число підприємств-суміжників до кінця 1932 року досягло п'ятнадцяти, до їх числа входили: Іжорський завод (броньові корпуси та башти), «Червоний Жовтень» (коробки передач і карданні вали), «Червоний путиловець» (ходова частина), «Більшовик» (напівфабрикати двигунів) і завод № 7 (котельно-жерстяні вироби). Крім того, до виробництва двигунів планувалося залучити НАЗ і АМО. На низці з них виникли проблеми пов'язані з виробництвом таких складних вузлів, внаслідок чого терміни поставок комплектуючих затягувалися, а відсоток браку, по доповіді директора заводу № 174 К. Сіркена від 26 квітня, доходив до 70-88 % по двигунах і 34-41 % по корпусах. У результаті всього цього план виробництва танків знову був зірваний: до липня зданий армії був лише 241 танк на додаток до прийнятих в 1931 році, а всього до кінця року заводу вдалося виготовити, за різними даними, 1341 або 1410 танків, з яких пред'явили до здачі 1361, а прийняті тільки 950.

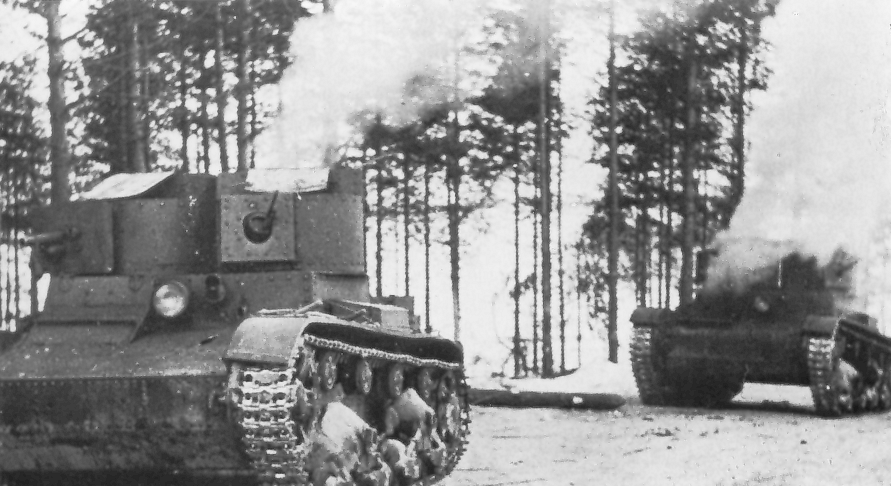
Т-26 з клепаними корпусом і баштами і кулеметно-гарматним озброєнням

Конструкція танка в ході виробництва постійно вдосконалювалася. Крім введення нових башт, в 1931 році двигун був відсунутий до корми, щоб забезпечити йому кращі умови роботи, а з початку 1932 року були запроваджено нові паливний і масляний баки, а з 1 березня того ж року на Т-26 почали встановлювати короб над ґратами повітрозабірника, який захищав двигун від попадання опадів. С. Гінзбург також пропонував у березні 1932 року перейти на похилу лобову деталь корпусу, що дозволило б підвищити як технологічність, так і захищеність танка, але ця ініціатива підтримана не була. У січні — березні 1932 року була випущена партія з 22 машин зі зварними корпусами, але через відсутність виробничої бази в той період зварювання поширення не отримало. Тим не менш, в 1932—1933 роках поступово в конструкції корпусів і башт впроваджується зварювання, при цьому паралельно могли випускатися корпуси як цільноклепаної і суцільнозварної конструкції, так і змішані клепано-зварні. На корпусі, незалежно від конструкції, могли встановлюватися як клепані або зварні, так і змішаної конструкції башти, причому на один танк деколи потрапляли башти різних типів. З вересня 1932 року був посилений бронезахист танка заміною 13-мм бронелистів на 15-мм.
Паралельно випускалися два варіанти танків — з кулеметним озброєнням і з кулеметно-гарматним, що складалося з кулемета ДТ-29 в лівій башті і 37-мм гармати в правій. Кулеметні танки наприкінці 1932 року почали випускатися з кульовими установками для нових кулеметів ДТУ, але оскільки останні були незабаром зняті з виробництва, танки цих серій виявилися беззбройними і на них довелося замінити лобові листи башт на придатні для установки старих ДТ-29. На гарматних танках встановлювалися 37-мм гармата Гочкіса або її модифікований радянський варіант «Гочкіс-ПС»,  але випуск цих гармат згортався і для озброєння Т-26 довелося демонтувати гармати з виведенням з бойових частин Т-18 і навіть FT. Ще на етапі підготовки до виробництва Т-26 передбачалося озброїти його потужнішою 37-мм гарматою ПС-2, але досвідчені зразки останньої так і не були доведені до працездатного стану. Крім того, ПС-2 мала великі в порівнянні з ПС-1 розміри казенної частини та довжину відкоту і на Т-26 передбачалося встановлювати її в середній башті від дослідного в той час танка Т-35. Іншою альтернативою стала гармата Б-3, отримана накладенням ствола протитанкової гармати фірми «Рейнметалл» на ложе ПС-2. Роботи по ній йшли більш успішно, але крім того, через менші розміри Б-3 могла встановлюватися в штатній кулеметній башті. Випробування гармати в танку восени 1931 року пройшли успішно, але виробництво Б-3 розгорталося набагато повільніше, ніж очікувалося і на Т-26 вони потрапили лише в незначній кількості, а з літа 1932 року всі вироблені гармати цього типу повинні були надходити на озброєння танків БТ-2. Наприкінці 1933 ріку за пропозицією М. Тухачевського опрацьовувалася установка в одній з башт танка 76-мм безвідкотної гармати конструкції Л. Курчевського, але проведені 9 березня 1934 року випробування показали ряд недоліків такої гармати — загальна недоведеність конструкції, незручність заряджання на ходу, утворення позаду гармати при пострілі струменя розпечених газів, небезпечного для супроводжуючої піхоти — внаслідок чого подальші роботи в цьому напрямку були припинені.
Для кращої організації танкового виробництва наказом Наркомважпрому від 26 жовтня 1932 року був утворений трест спеціального машинобудування у складі заводів № 174, № 37, «Червоний Жовтень» та ХПЗ. Після ознайомлення зі станом справ на заводах, керівництво тресту звернулося до уряду СРСР із пропозицією про зниження програми з випуску танків. Пропозиція була підтримана і за затвердженим на 1933 рік планом завод № 174 повинен був випустити 1700 танків, а основна увага повинна була бути спрямована на підвищення якості випущених машин. Але ці плани були скориговані початком випуску однобаштового варіанту Т-26 в середині 1933 року. Хоча М. Тухачевський виступав за продовження випуску двобаштових кулеметних машин, як найпридатніших для супроводу піхоти, і на перших порах обидва варіанти танка випускалися паралельно, однобаштовий Т-26 до кінця року витіснив свого попередника у виробництві, а плани випуску двобаштового варіанту на 1934 рік були скориговані на користь випуску спеціалізованих варіантів, таких як вогнеметні/хімічні танки. Всього у війська надійшло, за різними даними, 1626 або 1627 двобаштових Т-26, з яких гарматно-кулеметне озброєння мали близько 450, у тому числі близько 20-30 машин були озброєні гарматами Б-3.

### Перехід до однобаштового танка
Хоча із запропонованих «Віккерс-Армстронг» варіантів Mk.E для серійного виробництва в СРСР був відібраний тільки двобаштовий кулеметний, ще в 1931 році у С. Гінзбург домігся виділення фінансування на створення «танка-винищувача» з озброєнням з 37-мм гармати «великої потужності» і 7,62-мм кулеметом в спареній установці, які розміщувалися в одиночній конічній башті від танка «Т-19 покращений». Але реально робота над однобаштовим Т-26 почалася лише в 1932 році. Освоєння складання конічної башти з криволінійних бронелистів мало складності для радянської промисловості, тому перша башта такого типу, створена Іжорським заводом до весни 1932 року і яка призначалася для танка БТ-2, мала циліндричну форму. Аналогічну башту передбачалося встановлювати і на варіант «танка-винищувача» Т-26.  На випробуваннях клепаного і зварного варіантів башти перевага була віддана першому, який був рекомендований для прийняття на озброєння після доопрацювання виявлених недоліків і додавання в кормовій частині ніші для установки радіостанції.  Для проведення військових випробувань Іжорський завод повинен був виготовити партію з 10 башт, за різними даними, з жовтня 1932  або з 21 січня 1933.

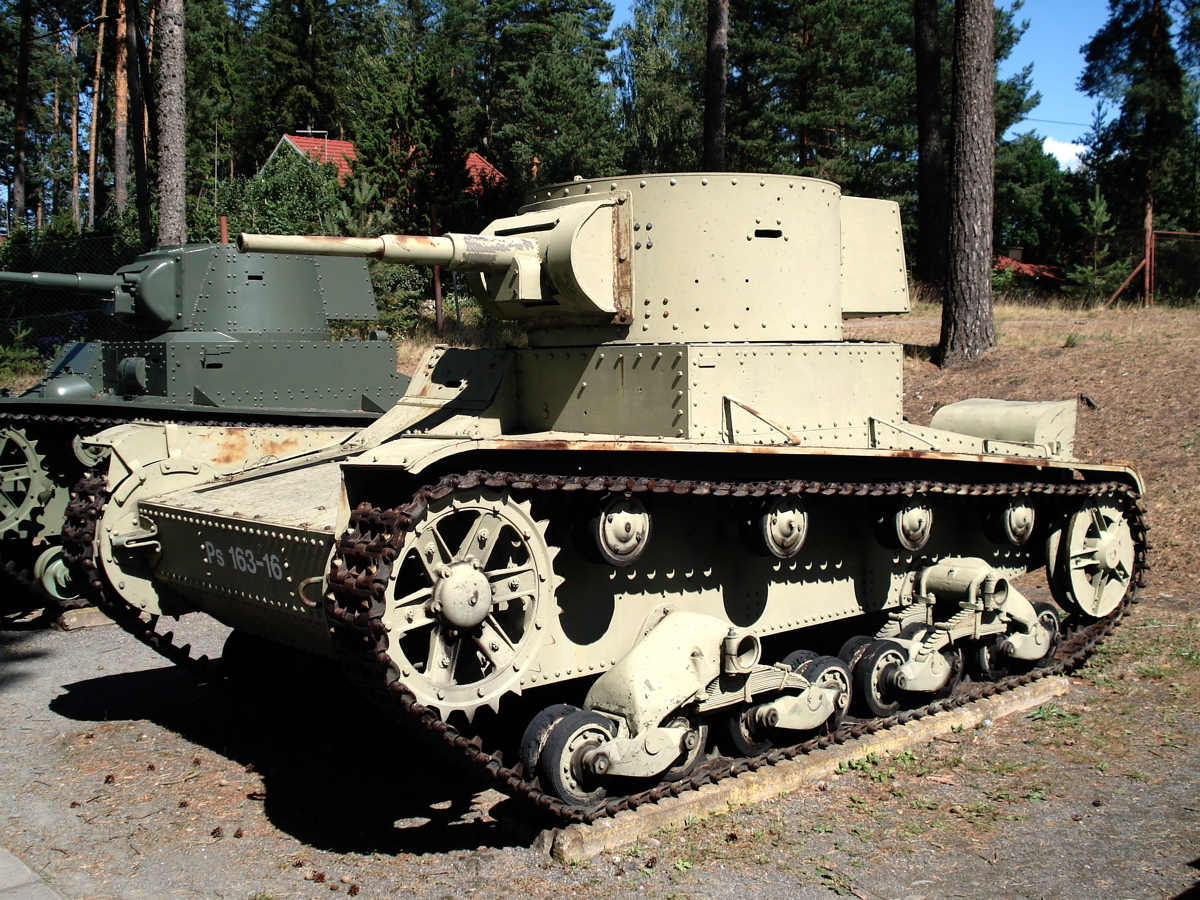
Однобаштовий Т-26 з клепаними корпусом і баштою першого зразка, вузькою нішею

Поки йшли роботи над баштою, вирішувалося також питання про озброєння танка. 37-мм гармата Б-3 у вересні — жовтні 1932 року пройшла випробування в новій башті і була рекомендована до прийняття на озброєння. Але в травні 1932 року на заміну 37-мм протитанковій гарматі була прийнята 45-мм протитанкова гармата зразка 1932 року 20-К, що стала також кандидатом на озброєння танків. У порівнянні з 37-мм гарматою, 45-мм мала низьку ефективність при стрільбі по цілям на значній відстані, але набагато ефективніший осколковий снаряд з більшим зарядом вибухової речовини в декілька раз. Це давало можливість використовувати новий танк не тільки як спеціалізований винищувач, але і замінити ним двобаштовий варіант, в ролі універсального танка для підтримки піхоти.  На початку 1933 року конструкторським бюро заводу № 174 була розроблена спарена установка 45-мм гармати і кулемета, в березні 1933 року успішно пройшла заводські випробування. Основною виявленою проблемою були часті відмови напівавтоматики гармати, що приводили до необхідності ручного розряджання, що значно знижувало скорострільність.  У лютому — березні 1933 року були проведені порівняльні випробування Б-3 і 20-К, на яких обидві гармати показали схожі результати, за винятком відмов напівавтоматики у 45-мм гармати. Однак, вже навесні 1933 року було ухвалено рішення про прийняття на озброєння однобаштового Т-26 з 45-мм гарматою. Але двомісна башта Іжорського заводу була визнана надмірно тісною і в конструкторському бюро заводу № 174 були розроблені кілька варіантів башт із збільшеним простором, з яких керівництвом УММ РСЧА була обрана циліндрична врівноважена башта клепано-зварної конструкції, з розвиненою кормовою нішею овальної форми, утвореної продовженням бортових листів.
Згідно з виданою у грудні 1932 року постановою Комітету оборони, виробництво однобаштового танка повинно було початися з 1601-го серійного Т-26. Ніяких складнощів з переходом на однобаштовий танк не очікувалося і планувалося почати його виробництво вже з весни 1933 року, але через затримки з поставками гармат і оптичних прицілів його розпочали тільки влітку.  Крім виробництва Т-26 з баштами конструкції заводу № 174, що випускалися на Іжорському і Маріупольському заводах, невелика кількість танків отримало і башти першого варіанту з малою кормовою нішею. За одними даними, була виготовлена єдина партія таких машин з баштами дослідної партії Іжорського заводу, числом не більше 10-15 одиниць, по іншим незначна кількість Т-26 отримали башти танкового типу з числа 230, виготовлених Маріупольським заводом для танків БТ-5. З самого початку виробництва однобаштового Т-26 конструкторам заводу № 174 довелося вирішувати ряд проблем. Однією з них було те, що надійної роботи механічної напівавтоматики гармати 20-К домогтися так і не вдалося — згідно з доповіддю директора заводу № 8, влітку напівавтоматика давала до 30 % відмов, а в зимовий час — «суцільні відмови». Для усунення цього, спеціальним конструкторським бюро заводу № 8 була введена нова напівавтоматика інерційного типу і змінені противідкотні механізми. Доопрацьовані механізми гармати при стрільбі осколковими снарядами працювали тільки як ¼ автоматики, забезпечуючи напівавтоматичну стрільбу тільки бронебійними снарядами, але на випробуваннях число відмов скоротилося до 2 %. Серійне виробництво такої гармати, що отримала позначення «зр. 1932/34 рр..», Почалося в грудні 1933 року і аж до закінчення виробництва Т-26 вона без значних змін складала його основне озброєння.

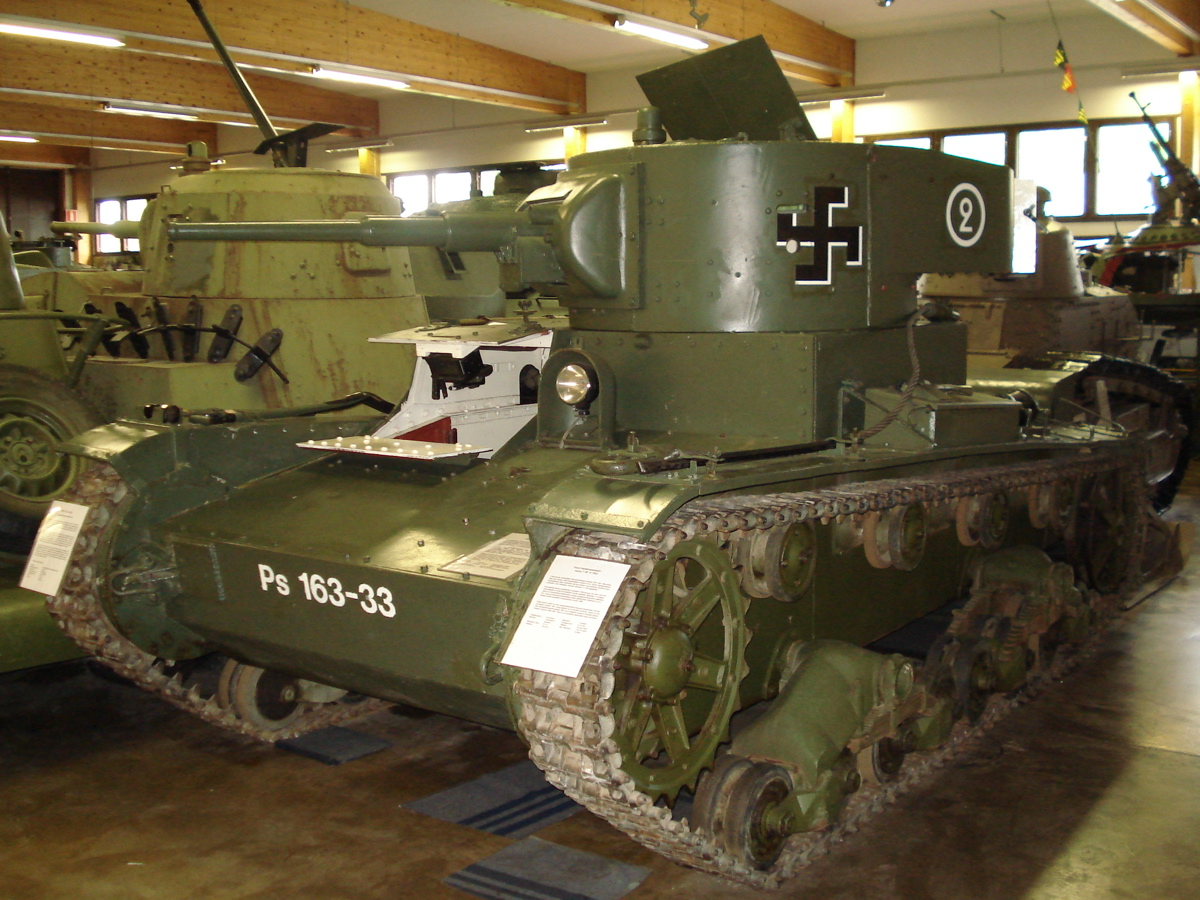
Трофейний однобаштовий Т-26 із зварними корпусом і баштою та штампованою маскою гармати, з фінськими емблемами (Танковий музей в м. Парола, Фінляндія)

Іншою проблемою був двигун Т-26, потужність якого, становила в той час 85-88 к.с., яка виявлялася в тому, що була недостатньою через дедалі зростаючу масу танка, а з переходом на однобаштову модифікацію вона збільшилася ще на тонну. Восени 1932 року фірма «Віккерс-Армстронг» запропонувала радянській стороні свій модернізований варіант двигуна потужністю 100 к.с., але після вивчення його технічного опису фахівцями заводу № 174 було запропоновано провести аналогічну модернізацію двигуна своїми силами. Очікувалося, що установка нового карбюратора дозволить підняти потужність двигуна до 95 к.с., проте випробування дослідної партії модифікованих двигунів показали їх низьку надійність. Домогтися задовільної роботи двигуна вдалося лише в травні 1933 року, зменшивши потужність до 92 к.с.  З 1933 року заводом № 174, а згодом Ленінградський завод дослідного машинобудування № 185 імені С. М. Кірова велася розробка для Т-26 карбюраторного двигуна повітряного охолодження МТ-4 потужністю 200 к.с., а також двотактного або чотиритактного дизельного двигуна ДТ-26 потужністю 95 к. с., але виробництво їх розпочато так і не було, хоча моторне відділення танка з 1934 року було дещо змінено для можливості установки дизеля.
Продовжувався і розвиток танка по інших напрямках. Позаяк 45-мм гармата при стрільбі створювала неприпустиму концентрацію вуглекислого газу в танку, з 1934 року був встановлений вентилятор в правій частині даху бойового відділення.  У 1935—1936 роках був остаточно здійснений перехід до зварних корпусів, а трудомістка у виготовленні зварна маска гармати була з 1935 року замінена штампованою. Із запланованих заходів з підвищення рухливості, крім розробки нового двигуна включали вдосконалення КПП і бортових передач, вдалося здійснити тільки збільшення запасу ходу, розмістивши в моторному відділенні додатковий паливний бак. Був введений і ряд інших змін, спрямованих на зниження вартості виробництва і підвищення експлуатаційної надійності. З кінця 1935 року на Т-26 почала встановлюватися додаткова шарова установка з кулеметом ДТ-29 в кормовому листі башти, а частина кулеметів почали обладнувати оптичними прицілами замість діоптричних. Наприкінці 1935 року для танка була розроблена шкворнева зенітна кулеметна установка все з тим же ДТ-29, але за результатами випробувань у військах вона була визнана незручною і в серійне виробництво не пішла. Крім цього, з 1935 року, з розрахунку на кожен п'ятий танк, Т-26 для ведення бойових дій вночі почали обладнувати двома закріпленими на масці гармати фарами-прожекторами —- так званими «фарами бойового світла».

### Розвиток і виробництво Т-26 у 1937—1941 роках
| Виробництво Т-26                 |      |      |      |      |      |      |      |      |      |      |      |              |
| Рік                              | 1931 | 1932 | 1933 | 1934 | 1935 | 1936 | 1937 | 1938 | 1939 | 1940 | 1941 | Всього       |
| Завод № 174                      |      |      |      |      |      |      |      |      |      |      |      |              |
| Т-26 двобаштовий                 | 100  | 1361 | 576  | 1    | —    | —    | —    | —    | —    | —    | —    | 2038         |
| Т-26 однобаштовий                | —    | —    | 693  | 489  | 553  | 447  | —    | —    | 945  | 1018 | 47   | 4192         |
| Т-26РТ                           | —    | —    | 20   | 457  | 650  | 826  | 550  | 716  | 83   | 114  | —    | 3416         |
| Т-26 с установкою П-40           | —    | —    | —    | —    | —    | —    | —    | —    | 267  | 204  | —    | 471          |
| Сталінградський тракторний завод |      |      |      |      |      |      |      |      |      |      |      |              |
| Т-26 всіх варіантів              | —    | —    | 5    | 23   | 115  | н/д  | —    | 30   | н/д  | 10   | —    | не менше 183 |
| Всього                           | 17   | 1032 | 1212 | 969  | 1288 | 1273 | 550  | 716  | 1293 | 1336 | —    | 10 300       |

| Поставки Т-26 промисловістю в РСЧА |      |      |      |      |      |      |      |      |      |      |      |       |
| Рік                                | 1931 | 1932 | 1933 | 1934 | 1935 | 1936 | 1937 | 1938 | 1939 | 1940 | 1941 | Всего |
| Т-26 двобаштовий                   | 17   | 1032 | 576  | 1    | —    | —    | —    | —    | —    | —    | —    | 1626  |
| Т-26 однобаштовий                  | —    | —    | 616  | 511  | 553  | 447  | —    | —    | 690  | 814  | —    | 3631  |
| Т-26РТ                             | —    | —    | 20   | 457  | 735  | 826  | 550  | 716  | 336  | 318  | —    | 3958  |
| Т-26 з установкою П-40             | —    | —    | —    | —    | —    | —    | —    | —    | 267  | 204  | —    | 471   |
| Всього                             | 17   | 1032 | 1212 | 969  | 1288 | 1273 | 550  | 716  | 1293 | 1336 | —    | 9686  |

У 1940 році військове керівництво видало наказ двом Ленінградським заводам — Кіровському і заводу № 174 терміново створити танк вагою близько 14 т, озброєний 45-мм гарматою і захищений протиснарядною бронею помірної товщини. Спочатку цей танк числився під маркою Т-126СП (СП — супровід піхоти). Дослідні зразки його були створені наприкінці 1940 року і успішно випробувані. Перевагу віддали танку заводу № 174. Дещо пізніше, у квітні 1940 року було видано постанову про прийняття його на озброєння Червоної армії і про постановку в виробництво на заводі № 174 під індексом Т-50.
З 1941 року передбачалося перевести завод на виробництво танка Т-50, в зв'язку з чим виробництво танка Т-26 повинно було бути припинено з 1 січня 1941 р. Однак з виробництвом танка Т-50 виникли проблеми, до початку Німецько-радянської війни завод № 174 не випустив жодного серійного танка цього типу і фактично продовжував випускати Т-26. Найсерйозніші труднощі виникли з освоєнням дизельного двигуна В-4 (харківський завод № 75).

## Модифікації

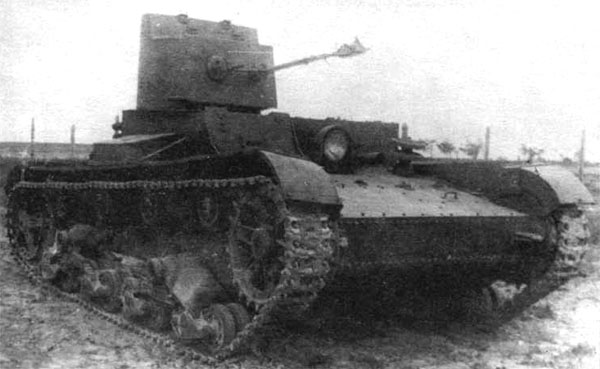
Хімічний танк ХТ-26

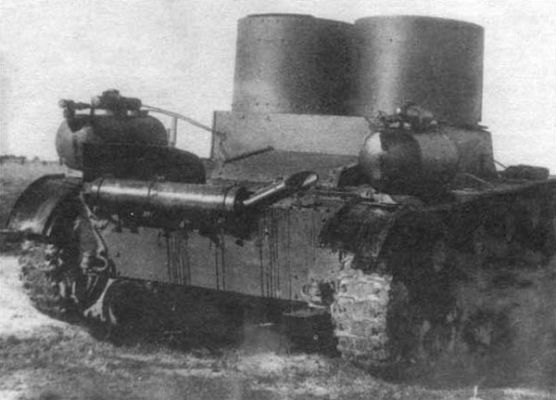
Хімічний танк ХТ-26. Двобаштова модифікація (вид ззаду)

- Т-26 зразка 1931 — лінійний танк, двобаштова версія з кулеметним озброєнням;
- Т-26 зразка 1932 — лінійний танк, двобаштова версія з гарматно-кулеметним озброєнням (37-мм гармата в одній з башт і кулемет в інший);
- Т-26 зразка 1933 — лінійний танк, однобаштова версія з циліндричною баштою і 45-мм гарматою. Наймасовіший варіант.
- Т-26 зразка 1938 — лінійний танк, однобаштова версія з конічною баштою і зварним корпусом.
- Т-26 зразка 1939 — варіант Т-26 зразка 1938 року з посиленим бронюванням. Також встановлена покращена конічна башта і підбаштова коробка з похилими стінками.
- Т-26РТ — двобаштовий танк з радіостанцією 71-ТК-1 (1933), випущено 96 машин.
- Т-26ТУ — командирська версія з радіостанцією.
- Т-26A — танк артилерійської підтримки. Встановлено нову, просторішу башту Т-26-4 з короткоствольною 76-мм танковою гарматою. Вироблено кілька дослідних зразків.
- OT-26 — вогнеметний танк, озброєння розташовувалося в одній малій башті.
- OT-130 — вогнеметний танк, варіант моделі 1933 року, вогнемет встановлений в циліндричної башті замість гармати.
- OT-133 — вогнеметний танк, варіант моделі 1938 року, вогнемет встановлений в конічній башті.
- OT-134 — вогнеметний танк, варіант моделі 1939 року. Озброєння: 45-мм танкова гармата 20K зразка 1932/38 рр., Вогнеметна установка в корпусі, 2 кулемети ДТ, випущений дослідний зразок.

Остання модифікація танка мала бронювання 20 мм і 45-мм гармату зразка 1938 р. і конічну зварну башту. Танків з конічною баштою було виготовлено 1975 одиниць.
- Т-26Т («трактор Т-26», «тягач Т-26») артилерійський тягач з брезентовим верхом. Випущено 183 тягачі.
- Т-26Т артилерійський тягач з броньованим верхом. Випущено 10 тягачів.

## Тактико-технічні характеристики
| ТТХ модифікацій Т-26 і танка «Віккерс» Mk.E        |                                   |                                   |                                   |                                   |                                   |
|                                                    | Mk.E Model A                      | Т-26 зр. 1931 р.                  | Т-26 зр. 1932 р.                  | Т-26 зр. 1933 р.                  | Т-26 зр. 1939 р.                  |
| Розміри                                            |                                   |                                   |                                   |                                   |                                   |
| Бойова маса, т                                     | 7,10                              | 8,00                              | 8,40                              | 9,40                              | 10,25                             |
| Довжина, м                                         | 4,62                              | 4,62                              | 4,62                              | 4,62                              | 4,62                              |
| Ширина, м                                          | 2,44                              | 2,44                              | 2,44                              | 2,44                              | 2,45                              |
| Висота, м                                          | 2,08                              | 2,19                              | 2,19                              | 2,24                              | 2,33                              |
| Броня, мм                                          |                                   |                                   |                                   |                                   |                                   |
| Лоб корпуса                                        |                                   | 13                                | 15                                | 15                                | 15                                |
| Борти і корма корпуса                              |                                   | 13                                | 15                                | 15                                | 15                                |
| Лоб башти                                          |                                   | 13                                | 15                                | 15                                | 15                                |
| Борти і корма башти                                |                                   | 13                                | 15                                | 15                                | 15                                |
| Дах                                                |                                   | 10                                | 10                                | 10                                | 10                                |
| Днище                                              |                                   | 6                                 | 6                                 | 6                                 | 6                                 |
| Озброєння                                          |                                   |                                   |                                   |                                   |                                   |
| Гармата                                            | —                                 | —                                 | 1 × 37-мм «Гочкіс» або Б-3        | 1 × 45-мм 20-К                    | 1 × 45-мм 20-К                    |
| Кулемети                                           | 2 × 7,7-мм «Віккерс»              | 2 × 7,62-мм ДТ-29                 | 1 × 7,62-мм ДТ-29                 | 1 × 7,62-мм ДТ-29                 | 1 × 7,62-мм ДТ-29                 |
| Боєкомплект, пострілів / набоїв                    |                                   | 6489                              | 113 / 3087                        | 96—136 / 2898                     | 165—186 / 3528                    |
| Силова установка, маневреність та мобільність      |                                   |                                   |                                   |                                   |                                   |
| Двигун                                             | бензиновий 4-циліндровий 80 к. с. | бензиновий 4-циліндровий 90 к. с. | бензиновий 4-циліндровий 90 к. с. | бензиновий 4-циліндровий 90 к. с. | бензиновий 4-циліндровий 95 к. с. |
| Питома потужність, к.с./т                          | 11,26                             | 11,25                             | 10,71                             | 9,57                              | 9,27                              |
| Максимальна швидкість по шосе, км/год              | 35,2                              | 31,3                              | 31,3                              | 31,3                              | 30                                |
| Середня швидкість по пересічній місцевості, км/год | н/д                               | 15                                | 15                                | 15                                | 18                                |
| Запас ходу по шосе, км                             | н/д                               | 130—140                           | 130—140                           | 130—140                           | 200—225                           |
| Запас хода по пересічній місцевості, км            | н/д                               | 70—80                             | 70—80                             | 70—80                             | 150—170                           |
| Питома вага на ґрунт, кг/см²                       | н/д                               | 0,57                              | 0,60                              | 0,65                              | 0,71                              |
| Подоланий рів, м                                   | н/д                               | 2,0                               | 2,0                               | 2,0                               | 2,0—2,65                          |
| Подолана стінка, м                                 | н/д                               | 0,75                              | 0,75                              | 0,75                              | 0,75                              |
| Подоланий брід, м                                  | н/д                               | 0,8                               | 0,8                               | 0,8                               | 0,8                               |

## Конструкція
Т-26 мав компонування з розміщенням моторного відділення в кормовій, трансмісійного — у лобовій і суміщеного бойового відділення та відділення управління — в середній частині танка.  Т-26 зр. 1931 і зр. 1932 мали двобаштову компоновку, Т-26 зр. 1933 та подальші модифікації — однобаштову. Екіпаж танка складався з трьох осіб: на двобаштовому — механіка-водія, стрільця лівої башти і командира танка, що виконував також функції стрільця правої башти; на однобаштовому — механіка-водія, навідника і командира, який виконував також функції заряджаючого.

### Озброєння

#### Двобаштові модифікації
Озброєння Т-26 зразка 1931 року становили два 7,62-мм кулемети ДТ-29, що розміщувалися в шарових установках в лобовій частині башт. Наведення кулеметів здійснювалося за допомогою діоптричного прицілу. ДТ-29 мав дальність ефективної стрільби 600—800 м і максимальну прицільну дальність до 1000 м. Живлення кулемета здійснювалося з дискових магазинів ємністю 63 патрони, темп стрільби становив 600 , а бойова скорострільність — 100 пострілів в хвилину. Для стрільби застосовувалися патрони з важкою, бронебійною, трасуючою, бронебійно-трасуючою і пристрілювальною кулею. Як і на інших радянських танках, установка кулеметів була швидкоз'ємною для забезпечення використання їх екіпажем поза танка, для чого кулемети комплектувалися сошками. Боєкомплект кулеметів становив 6489 патронів в 103 магазинах
На двобаштовому Т-26 з гарматно-кулеметним озброєнням в правій башті замість кулемета встановлювалася 37-мм нарізна гармата «Гочкіс» або Б-3. Переважна більшість танків озброювалися гарматами «Гочкіс», і лише на малій частині, порядку 20-30 машин, встановлювалися Б-3. Гармата «Гочкіс» мала ствол-моноблок завдовжки 22,7 калібра/840 мм, вертикальний клиновий затвор, гідравлічний відкатник і пружинний накатник. Для наведення гармати використовувався телескопічний оптичний приціл виробництва ММЗ, який мав збільшення 2,45 × і поле зору у 14°20'. Скорострільність гармати «Гочкіс» становила до 15 пострілів на хвилину. Гармата розміщувалася на в лобової частини башти на горизонтальних цапфах і у вертикальній площині, в межах від −8 до +30°, наводилася хитанням за допомогою плечового упору. Наведення гармати у горизонтальній площині здійснювалося поворотом башти.
| Боєприпаси гармати «Гочкіс» |                      |                   |                  |            |                       |                       |
| Тип снаряда                 | Довжина пострілу, мм | Маса пострілу, кг | Маса снаряда, кг | Маса ВР, г | Дульна швидкість, м/с | Дальність таблична, м |
| чавунне ядро Гочкіса        | 162                  | 0,71              | 0,50             | —          | 440                   | н/д                   |
| сталева осколкова граната   | 165                  | 0,71              | 0,50             | 40         | 440                   | н/д                   |
| чавунна осколкова граната   | 167                  | 0,72              | 0,51             | н/д        | 440                   | н/д                   |
| картеч                      | 205                  | н/д               | н/д              | 75 куль    | н/д                   | н/д                   |
| картеч, коротка             | 162                  | 0,65              | 0,51             | 50 куль    | н/д                   | н/д                   |

#### Однобаштові модифікації

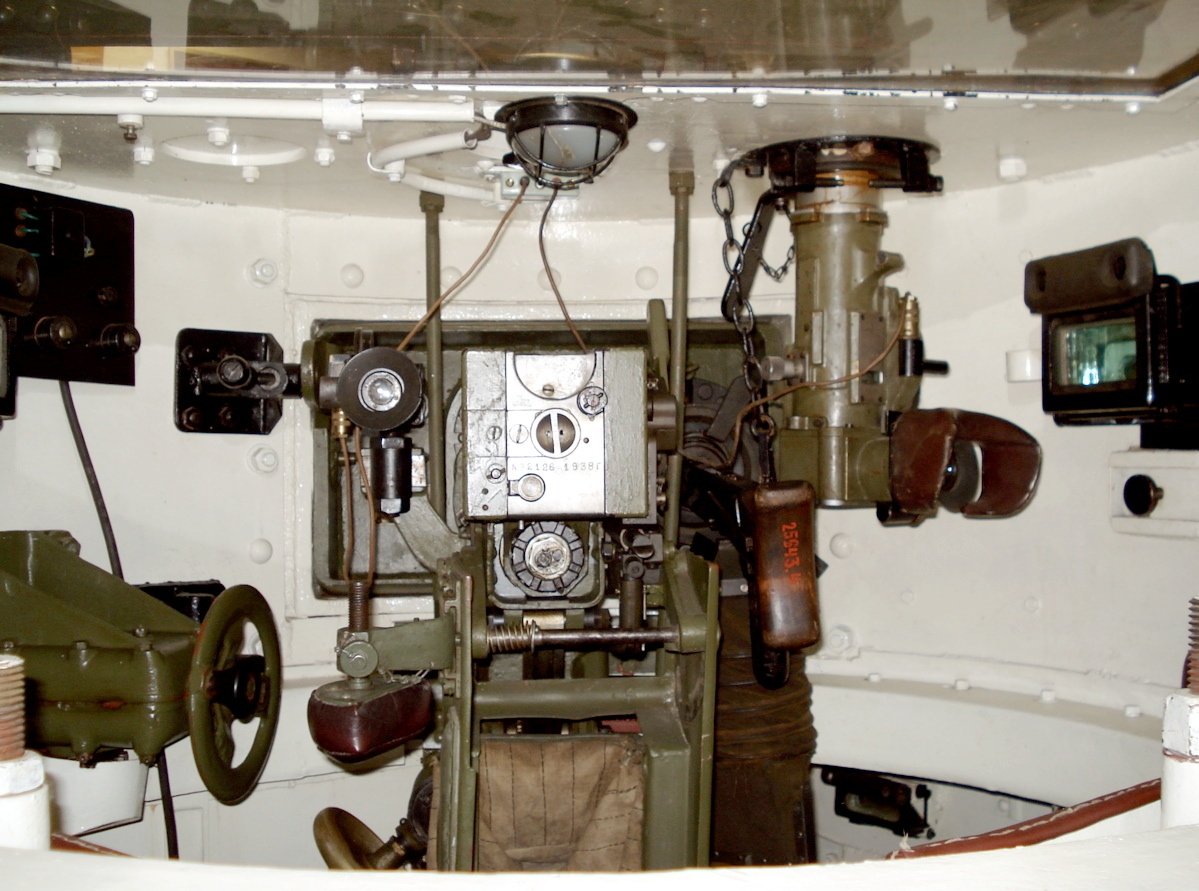
Башта Т-26 зр. 1933 р. Видні казенна частина 45-мм гармати і її механізми наведення також спарений з гарматою ДТ-29. Зліва від гармати видно приціл ТОП, панорамний приціл ПТ-1 демонтований

Основне озброєння однобаштових модифікацій становила 45-мм нарізна напівавтоматична гармата зр. 1932 (20-К), а з 1934 року — її модифікований варіант зр. 1932/34 рр.. Гармата мала ствол з вільною трубою, скріпленої кожухом, завдовжки 46 калібрів / 2070 мм, вертикальний клиновий затвор з напівавтоматикою механічного типу на гарматі зр. 1932 і інерційного типу на зр. 1932/34 рр.. Противідкотні пристрої складалися з гідравлічного гальма відкоту і пружинного накотника, нормальна довжина відкоту становила 275 мм для гармати зр. 1932 і 245 мм для зр. 1932/34 рр.. Напівавтоматика гармати зр. 1932/34 рр.. працювала лише при стрільбі бронебійними снарядами, тоді як при стрільбі осколковими, через меншу довжини відкату, вона працювала як ¼ автоматики, забезпечуючи тільки автоматичне закриття затвора при вкладанні в нього патрона, тоді як відкриття затвора й екстракція гільзи здійснювалися вручну. Практична скорострільність гармати становила 7-12 пострілів в хвилину.

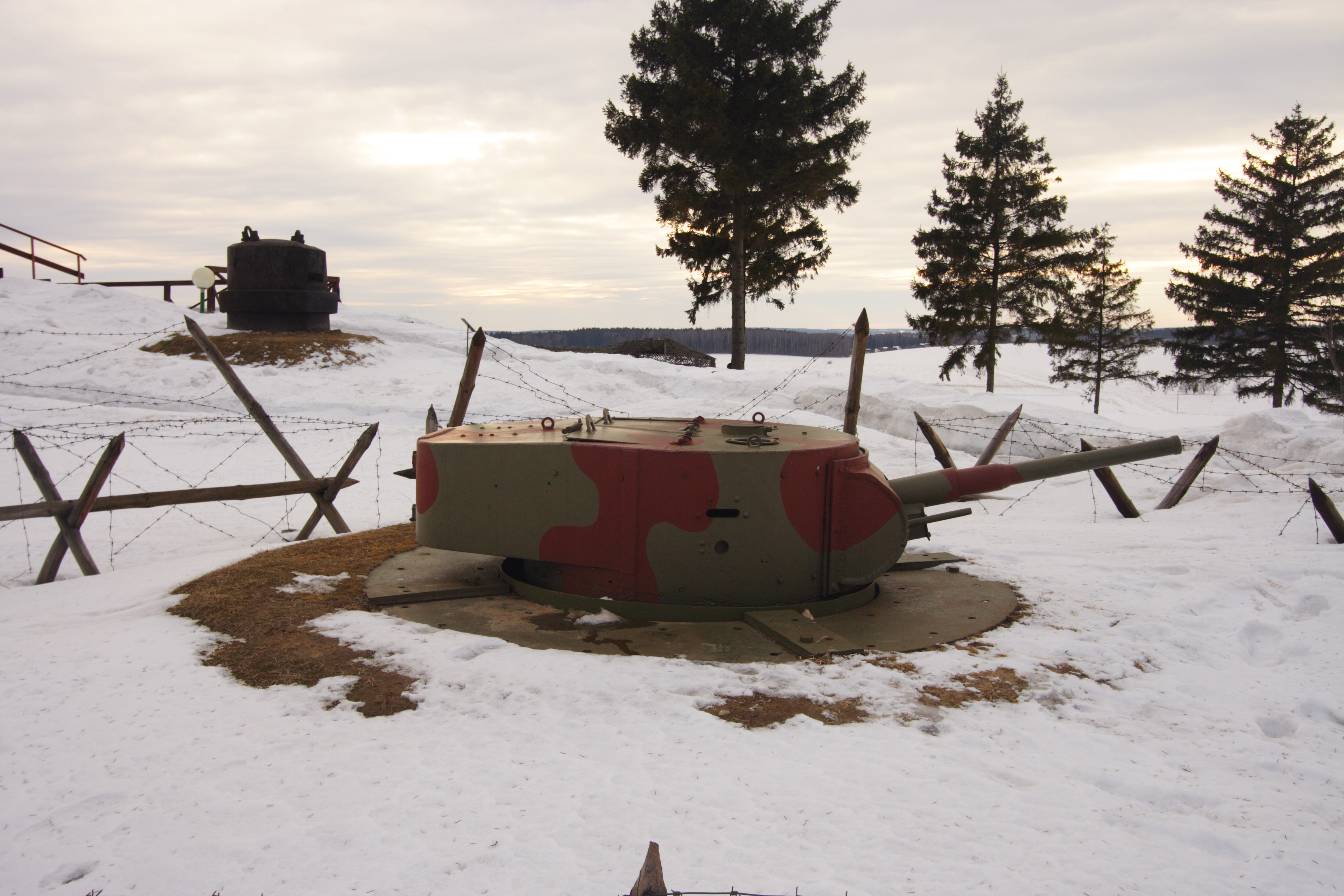
Башта зр. 1933 як вогнева точка Мінського УР, ІКК «Лінія Сталіна»

Гармата розміщувалася в спареній з кулеметом установці, на цапфах в лобовій частині башти. Наведення в горизонтальній площині здійснювалося поворотом башти за допомогою гвинтового поворотного механізму. Механізм мав дві передачі, швидкість обертання башти на яких за один оборот маховика навідника становила 2 або 4°. Наведення у вертикальній площині, з максимальними кутами від −6 до +22 °, здійснювалося за допомогою секторного механізму. Наведення спареної установки здійснювалося за допомогою панорамного перископічного оптичного прицілу ПТ-1 зр. 1932 і телескопічного ТОП зр. 1930  ПТ-1 мав збільшення 2,5× і поле зору 26°, а його прицільна сітка була розрахована на ведення вогню на дальність до 3,6 км бронебійними снарядами, 2,7 км — осколковими і до 1,6 км — з спареного кулемета. Для стрільби вночі і в умовах зниженої освітленості приціл забезпечувався підсвічуванням шкал і перехрестя прицілу. ТОП мав збільшення 2,5×, поле зору 15°, і прицільну сітку, розраховану на ведення вогню на дальність до, відповідно, 6,4, 3 і 1 км. З 1938 а на частині танків встановлювався телескопічний приціл ТОП-1 (ТОС-1), стабілізований у вертикальній площині, з аналогічними ТОП оптичними характеристиками. Приціл забезпечувався коліматорним пристроєм, при коливаннях гармати у вертикальній площині автоматично робив постріл при збігу положення гармати з лінією прицілювання. Гармата зр. 1934 р., пристосована для використання із стабілізованим прицілом, позначалася як зр. 1938 Через складність використання та навчання навідників, до початку Німецько-радянської війни стабілізований приціл був знятий з озброєння.
| Боєприпаси гармати 20-К |                                                            |               |                      |                   |                    |                          |                         |                       |                                                 |                            |
| Марка пострілу          | Тип снаряда                                                | Марка снаряда | Довжина пострілу, мм | Маса пострілу, кг | Маса пострілу, кг  | Маса ВР, кг              | Марка детонатора        | Дульна швидкість, м/с | Дальність прямого пострілу по цілі заввишки 2 м | Рік приймання на озброєння |
| Бронебійні снаряди      |                                                            |               |                      |                   |                    |                          |                         |                       |                                                 |                            |
| УБР-243                 | бронебійний тупоголовий, трасувальний                      | БР-240        | 453                  | 2,45              | 1,43               | 18,5 (тротил)            | МД-2 або МД-5           | 760                   |                                                 |                            |
| УБРЗ-243                | бронебійно-запалювальний тупоголовий, трасувальний         | БРЗ-240       | 453                  | 2,45              | 1,43               | 12,5 + 13                | МД-2 або МД-5           | 760                   |                                                 |                            |
| УБР-243СП               | бронебійний суцільний, трасувальний                        | БР-240СП      | 453                  | 2,45              | 1,43               | —                        | —                       | 760                   |                                                 |                            |
| УБР-243П                | бронебійний підкаліберний «катушкового» типу, трасувальний | БР-240П       | н/д                  | 1,84              | 0,85               | —                        | —                       | 985                   |                                                 | 1942                       |
| Осколкові снаряди       |                                                            |               |                      |                   |                    |                          |                         |                       |                                                 |                            |
| УО-243                  | осколковий сталевий                                        | О-240         | 456                  | 2,91              | 1,98 / 2,14 / 2,45 | 118 / 118 / 135 (А-IX-2) | КТ-1 або КТМ-1 або М-50 | 343                   |                                                 | 1934                       |
| УО-243А                 | осколковий сталистий чавун                                 | О-240А        | 456                  | 2,91              | 1,98 / 2,14 / 2,45 | 118 / 118 / 135 (А-IX-2) | КТ-1 або КТМ-1 або М-50 | 343                   |                                                 |                            |
| Картеч                  |                                                            |               |                      |                   |                    |                          |                         |                       |                                                 |                            |
| УЩ-243                  | картеч                                                     | Щ-240         | н/д                  | 2,36              | 1,62               | 137 сталевих куль        | —                       | 343                   |                                                 |                            |

### Засоби спостереження і зв'язку
Засоби спостереження на Т-26 першої партії були рудиментарні і в механіка-водія обмежувалися оглядовим люком, а у командира і стрільця — прицілами кулеметів. Лише з осені 1931 ріку були введені відкрита оглядова щілина в кришці люка механіка-водія і башти збільшеної висоти, у верхній частині яких було по оглядовому лючку, в кришці якого знаходилися дві оглядові щілини.
Базовим засобом зовнішнього зв'язку на Т-26 служила прапорцева сигналізація і всі двобаштові танки мали тільки її. . На частині однобаштових танків, які отримували позначення Т-26РТ, з осені 1933 року встановлювалася радіостанція моделі 71-ТК-1. Частка РТ-26 визначалася лише обсягом поставок радіостанцій, якими насамперед оснащувалися машини командирів підрозділів, а також частина лінійних танків. З 1934 року був прийнятий на озброєння модернізований варіант 71-ТК-2, а з 1935 - 71-ТК-3. 71-ТК-3 являла собою спеціальну танкову короткохвильову симплексну телефонно-телеграфну радіостанцію і мала робочий діапазон 4-5,625 МГц, що складався з 65 фіксованих частот, рознесених через 25 кГц. Максимальна дальність зв'язку в телефонному режимі становила 15-18 км в русі і 25-30 км з місця, у телеграфному — до 40 км; при наявності перешкод від одночасної роботи безлічі радіостанцій, дальність зв'язку могла знижуватися удвічі. Радіостанція мала масу 60 кг і займаний об'єм близько 60 дм³. Для внутрішнього зв'язку між командиром танка і механіком-водієм на танках ранніх випусків використовувалася переговорна труба, пізніше замінена світлосигнальним пристроєм. На оснащених радіостанцією танках з 1937 року встановлювався танковий переговорний пристрій ТПУ-3 для всіх членів екіпажу

### Двигун і трансмісія
| ГАЗ-Т-26                       | ГАЗ-Т-26                               |
| ------------------------------ | -------------------------------------- |
|                                |                                        |
| Марка:                         | ГАЗ-Т-26                               |
| Тип:                           | бензиновий                             |
| Робочий об'єм:                 | 6624 см3                               |
| Максимальна потужність:        | 90—91 к.с. (66,9 кВт ), при 2100 об/хв |
| Максимальний обертовий момент: | 343 Н·м, при 1700 об/хв                |
| Конфігурація:                  | рядний                                 |
| Циліндрів:                     | 4                                      |
| Охолодження:                   | повітряне (відцентровий вентилятор)    |
| Тактність (число тактів):      | 4                                      |
| Рекомендоване паливо:          | КБ-70, Б-70 або 2Г                     |

На Т-26 встановлювався рядний 4 — циліндровий чотиритактний карбюраторний двигун повітряного охолодження, що являв собою копію британського «Армстронг-Сидлі Пума» і мав позначення Т-26. Двигун мав робочий об'єм 6600 см³ і розвивав максимальну потужність в 91 к.с./66,9 кВт при 2100 об/хв і максимальний крутний момент в 35 кг·м/343 Н · м при 1700 об/хв. У 1937–1938 роках на танк встановлювався форсований варіант двигуна. За одними даними, його потужність становила 95 к.с., по інших же — могла коливатися від 93 до 96 к.с. навіть за паспортними даними. Паливом для форсованого двигуна служив бензин 1-го сорту, так званий «грозненський». Питома витрата палива становила 285 г/к.с.·год.
Двигун розташовувався в моторному відділенні уздовж поздовжньої осі танка, особливістю його конфігурації було горизонтальне розташування циліндрів. Праворуч від двигуна в моторному відділенні розміщувався паливний бак ємністю 182 літри, а система охолодження, що включала один відцентровий вентилятор, розміщувалася в кожусі над двигуном. З середини 1932 року замість одного паливного бака на танк стали встановлюватися два, ємністю 110 і 180 літрів.
До складу трансмісії Т-26 входили:
- Однодисковий головний фрикціон сухого тертя (сталь по феродо), змонтований на двигуні.
- Карданний вал, що проходив через бойове відділення.
- П'ятиступінчаста (5 +1) механічна триходова коробка передач, розміщена у відділенні керування зліва від механіка-водія.
- Механізм повороту, який складався з двох багатодискових бортових фрикційних безпружинного типу і стрічкових гальм з накладками феродо.

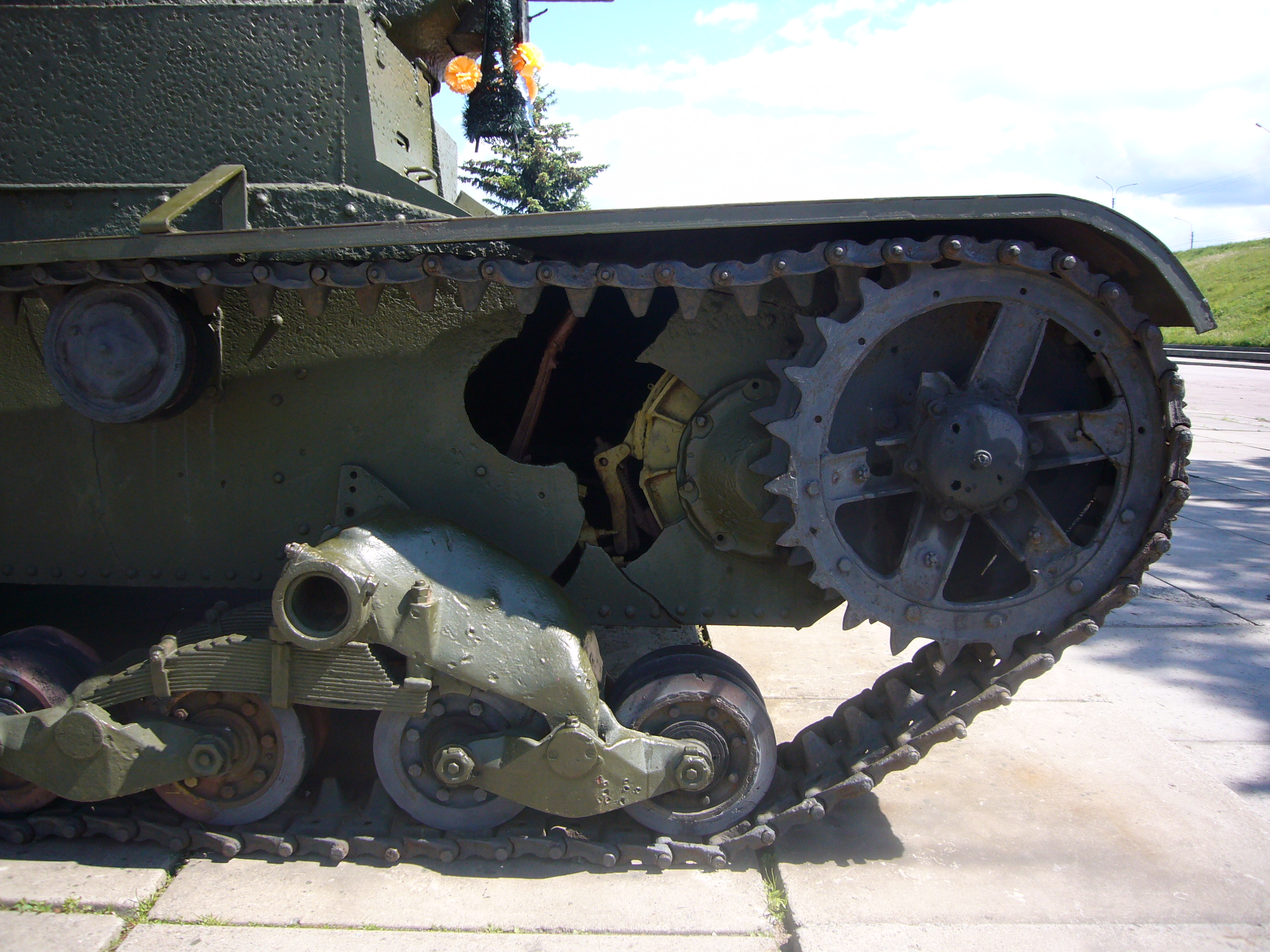
Передній візок і ведуча зірочка підбитого Т-26

- Одноступінчасті бортові передачі.

### Ходова частина
Ходова частина Т-26 стосовно до одного борту складалася з восьми здвоєних гумованих опорних котків діаметром 300 мм, чотирьох здвоєних гумованих підтримуючих котків діаметром 254 мм, лінивця і ведучого колеса переднього розташування. Підвіска опорних котків — зблокована у взаємозамінних візках по чотири, на листових ресорах. Кожен візок складався з двох коромисел з двома котками, одне з яких шарнірно з'єднувалося з литим балансиром, своєю чергою шарнірно закріпленому на корпусі танка, а інше кріпилося на двох паралельних чвертьеліптичних ресорах, жорстко з'єднаних з балансиром. Єдиною зміною підвіски за час серійного виробництва танка було її посилення в 1939 році за рахунок заміни трилистових ресор пятилистовими, у зв'язку із збільшенням масою танка. Гусениці Т-26 — завширшки 260 мм, з відкритим металевим шарніром, одногребіневі, цівкового зачеплення, виготовлювані литтям з хромонікелевої або марганцевистої сталі.

## Машини на базі Т-26

### Самохідні артилерійські установки
Після прийняття на озброєння Т-26, на його базу були перенесені ранніші роботи зі створення самохідних артилерійських установок (САУ), що проводилися на базі Т-18 та Т-19. Відповідно до постанови Реввійськради СРСР 1931 ріку по дослідній системі озброєння, передбачалася розробка на базі Т-26 САУ для механізованих з'єднань:
- 76,2-мм гармати супроводу, що призначалася для артилерійської підготовки і підтримки танків та як протитанковий засіб;
- 45-мм протитанкової гармати для протитанкової оборони і підтримки танків;
- 37-мм зенітної автоматичної гармати для забезпечення протиповітряної оборони механізованих частин на марші;

СУ-1 була розроблена конструкторським бюро заводу «Більшовик» за виданим навесні 1931 року завданням на установку полкової гармати на шасі Т-26. САУ була озброєна 76-мм полковою гарматою зразка 1927 року, розміщеної на тумбової установці в повністю закритій броньовий рубці над бойовим відділенням, за рівнем захисту відповідала базовому танку. Екіпаж САУ складався з трьох чоловік. Єдиний прототип СУ-1 був виготовлений в жовтні 1931 року і в листопаді того ж року пройшов випробування. За результатами випробувань була відзначена принципова працездатність конструкції і навіть деяке поліпшення влучності гармати в порівнянні з буксированим варіантом, але були відзначені і серйозні недоліки — незручність роботи екіпажу в тісному бойовому відділенні, відсутність боєукладок і оборонного озброєння. За рішенням УММ і ГАУ, після доопрацювання конструкції СУ-1 повинна була бути випущена серією в 100 одиниць, але в травні 1932 року роботи над нею були припинені на користь артилерійського танка Т-26-4.
Більш активні роботи по самохідної артилерії були розгорнуті після прийняття РПО 22 березня 1934 року постанови про переозброєння РСЧА сучасною артилерійської технікою.
СУ-5, так званий «малий триплекс» — сімейство САУ, розроблене в 1934 році конструкторським бюро Дослідного заводу Спецмаштреста. Всі машини сімейства розташовувалися на перекомпонованому шасі Т-26, що відрізнялося перенесенням моторного відділення в середню частину корпусу, зліва від відділення управління, і розміщенням у кормовій частині корпуса напіввідкритого бойового відділення, захищеного бронею лише спереду. Товщина бронювання у порівнянні з базовим танком була зменшена — корпус збирався з листів завтовшки 6 і 8 мм, і лише захист бойового відділення мав товщину 15 мм. Екіпаж САУ складався з механіка-водія і чотирьох чоловік гарматної обслуги. Всі варіанти САУ розрізнялися лише типом гармати і пов'язаних з нею механізмів. СУ-5-1 була озброєна 76-мм дивізійною гарматою зразка 1902/30 років,СУ-5-2 несла 122-мм гаубицю зразка 1910/30 років, а СУ-5-3 озброювалася 152-мм мортирою зразка 1931 року (НМ). Через відсутність в САУ місця для розміщення необхідного боєкомплекту передбачалося використання броньованого підвізника боєприпасів, також на базі Т-26.
Дослідні зразки кожної з САУ були закінчені до осені 1934 року і в 1935 році пройшли заводські випробування, що супроводжувалися інтенсивним доопрацюванням конструкції. Всі три варіанти СУ-5 були прийняті на озброєння, але з них тільки СУ-5-2 надійшла в серійне виробництво — від СУ-5-1 відмовилися на користь АТ-1, а озброєння СУ-5-3 виявилося занадто потужним для шасі Т-26. За одними даними, всього було виготовлено 6 СУ-5-1 і 3 СУ-5-3, по іншим же — тільки по одному зразку кожної з них. СУ-5-2 ж, крім прототипу, в 1936 році була випущена дослідною серією з 30 екземплярів. Передбачалося за результатами військових випробувань допрацювати конструкцію і почати великосерійний випуск, але в 1937 році всі роботи по програмі СУ-5 були згорнуті. Чотири СУ-5-2 застосовувалися РСЧА в боях біля озера Хасан в 1938 році, а до початку Німецько-радянської війни військові мали 28 САУ цього типу, які були втрачені в перший же тиждень боїв.
СУ-6 — ЗСУ на базі Т-26, також розроблена КБ Дослідного заводу в 1934 році. Озброєння СУ-6 становила 76-мм напівавтоматична зенітна гармата зр. 1931 (3-К), розміщувалася на тумбової установці в середній частині танка, в напіввідкритому бойовому відділенні, на марші захищалася відкидними бортами. Для самооборони ЗСУ оснащувалася двома кулеметами ДТ-29 в лобовому і кормовому відкидних аркушах. В порівнянні з базовим танком, корпус САУ, що збирався з бронелистів завтовшки 6-8 мм, був збільшений, між візками підвіски доданий додатковий коток з індивідуальною пружинною підвіскою, а до складу всієї підвіски введена гідравлічна система її блокування при стрільбі. 1935 року дослідний зразок СУ-6 був виготовлений і пройшов випробування, в ході яких були відзначені численні поламки і перевантаженість установки, а також недостатня стійкість при стрільбі. В результаті, на озброєння СУ-6 прийнята не була, але в жовтні — грудні 1936 року вона випробовувалася з 37-мм автоматичною гарматою конструкції Б. Шпитального. Було почато виготовлення ще чотирьох СУ-6 з таким озброєнням, але на випробуваннях 37-мм гармати виявилися її численні недоліки, внаслідок чого подальші роботи по проєкту були припинені.

### Бронетранспортери

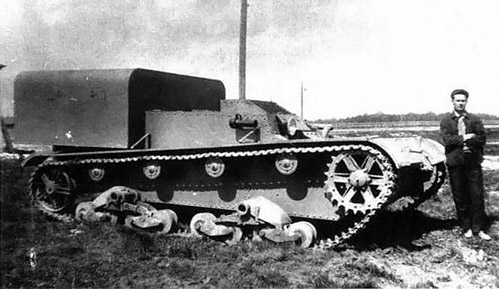
ТР-26

Було створено кілька БТР на базі Т-26, які брали участь у боях.
- ТР-4 — бронетранспортер.
- ТР-26 — бронетранспортер.
- ТР-4-1 — транспортер боєприпасів.
- ТВ-26 — транспортер боєприпасів.
- Тц-26 — транспортер пального.
- Т-26ц — транспортер пального.

### Тягачі

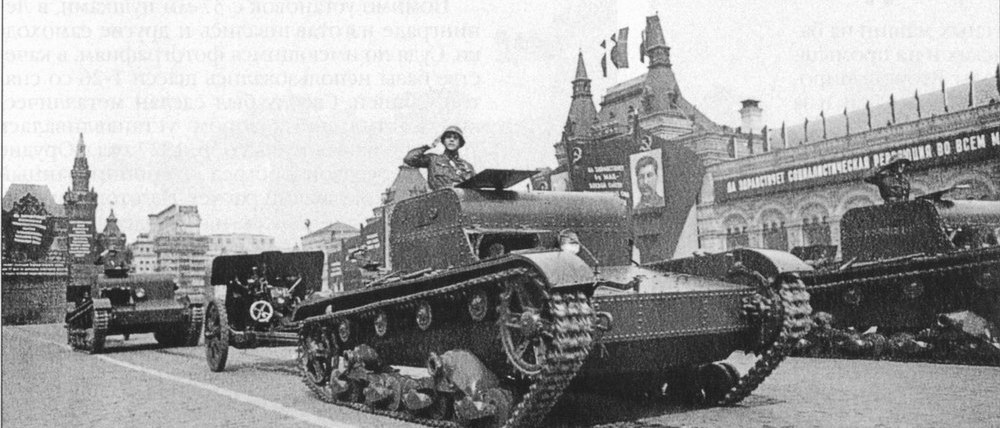
Артилерійський тягач T-26T

Тягачі Т-26Т мали зверху відкритий корпус, а Т-26Т2 — закритий. Кілька таких машин збереглися до 1945 року.

### Телетанки
ТТ-26 і ТУ-26.

#### Історія

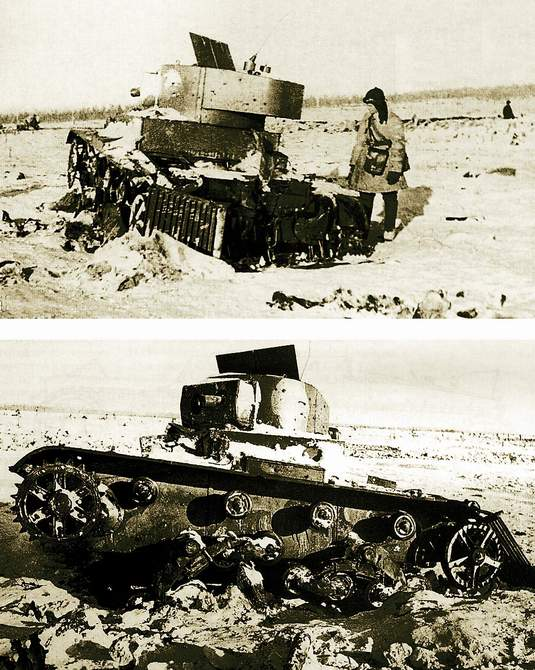
Радіокерований танк ТТ-26 (217-й окремий танковий батальйон 30-ї хімічної танкової бригади), лютий 1940

10 січня 1930 року командувач Ленінградським військовим округом Михайло Тухачевський робить доповідь про реорганізацію Збройних сил РСЧА наркому з морських і військових справ Клименту Ворошилову про необхідність створення дистанційно керованих танків. Тухачевський ознайомився з роботою КБ Бекаурі, де з 1921 року розроблялася радіокерована зброя (спочатку це були радіокеровані літаки), і був захоплений ідеєю автоматизації бойової техніки. Тухачевський пропонує створювати кілька дивізій радіокерованих танків.
У 1931 році Сталіним був затверджений план реорганізації військ, в якому робилася ставка на танки.

#### Склад групи
У складі телемеханічної танкової групи була пара з двох танків: танк управління (ТУ), в якому оператор виконував управління по радіо телетанками які знаходяться попереду в межах видимості, в яких не було екіпажу; керований з ТУ телетанк. Всього в строю була 61 пара.
Телетанки (ТТ) і ТУ являли собою серійні танки Т-26 зі встановленим на них спеціальним обладнанням.
Протягом року танкісти навчалися застосуванню ТТ-26. Крім зміни вектора руху, можна було змінювати кут повороту башти, керувати роботою вогнемета, здійснювати лавірування танком в умовах обстрілу, пускати димову завісу.
Дуже скоро у цих конструкцій виявилася «ахіллесова п'ята»: одного разу, в ході навчань, машини раптово втрачали керування. Після ретельного огляду техніки ніяких пошкоджень виявлено не було. Трохи пізніше було встановлено, що високовольтна лінія передачі струму, що проходить поблизу навчань, створювала перешкоди для радіосигналу. Також радіосигнал губився на пересіченій місцевості, зокрема при попаданні в велику вирву, утворену вибухом снаряда.

#### Модифікація «Підривник» ТТ-ТУ
Телемеханічна група танків Т-26, виготовлена в 1938 році. Склад: телемеханічний танк зі скидним підривним зарядом і танк управління.
- Повна маса зі спорядженням: 13,5 т.
- Маса вибухового пристрою: 300—700 кг.
- Дистанція управління: 500—1500 м.
- Озброєння: вогнемет і кулемет ДТ.

Телетанки на базі Т-26 успішно застосовувалися в Радянсько-фінській війні в лютому 1940 року, при прориві лінії Маннергейма. Точно відомо про два епізоди підриву фінських дотів на складній ділянці.
 
З початком Німецько-радянської війни розробки з удосконалення телетанків припинились, обладнання з танків було знято, а самі танки в звичайному вигляді вирушили на фронт.

### Випуск бронетехніки на шасі Т-26
- ТТ-26 — телетанк.
- ТУ-26 — танк управління телетанками ТТ-26 у складі телемеханічної групи.
- СУ-5-1 — САУ з 76,2-мм гаубицею (невелике число).
- СУ-5-2 — САУ з 122-мм гаубицею (невелике число).
- СУ-5-3 — САУ зі 152,4-мм мінометом (невелике число).
- Т-26-Т — броньований артилерійський тягач на основі шасі Т-26. Рання версія була з незахищеною баштою, пізніша Т-26-Т2 була повністю броньована. Невелике число танків було вироблено в 1933 році для моторизованої артилерійської батареї, для буксирування дивізійних 76,2-мм гармат. Деякі з них залишалися аж до 1945 року.
- ТН-26 (Спостерігач) — експериментальна спостережницька версія Т-26-Т, з радіостанцією і екіпажем в 5 чоловік.
- Т-26ФТ — танк-фоторозвідник (фототанк), випущений дослідний екземпляр.
- T-26E — У фінській армії після фінської кампанії 1940 року танки «Віккерс Mk.E», переозброєні радянською 45-мм гарматою, отримали назву T-26E. Вони використовувалися в 1941—1944 роках, а деякі залишалися в строю аж до 1959 року.
- ТР-4 — бронетранспортер.
- ТР-26 — бронетранспортер.
- ТР4-1 — транспортер боєприпасів.
- ТВ-26 — транспортер боєприпасів.
- Т-26Тс — транспортер пального.
- ТТС-26 — транспортер пального.
- СТ-26 — саперний танк (мостоукладчик). Вироблявся з 1933 по 1935 рік. Всього зібрано 65 машин.

Ленінградським заводом дослідного машинобудування № 185 імені С. М. Кірова було випущено велику кількість зразків бронетехніки. Тільки на шасі легкого танка Т-26 було спроєктовано більше 20 моделей. Конструкторське бюро заводу під керівництвом П. Н. Сячинтова на виконання постанови РВР СРСР від 5 серпня 1933 року «Система артозброєння РСЧА на другу п'ятирічку» розробило в 1934 році так званий «малий триплекс» (СУ-5). Він включав в себе три самохідно-артилерійських установки на уніфікованому шасі танка Т-26 — СУ-5-1, СУ-5-2 і СУ-5-3 — розрізнялися переважно озброєнням. 152-мм мортира встановлювалася на експериментальну самохідну артилерійську установку СУ-5-3, створену на базі танка Т-26. САУ успішно пройшла заводські випробування наприкінці 1934 року, причому експериментальна машина була навіть відправлена на традиційний парад на Красній площі. 1935 року, однак, від її серійного виробництва було вирішено відмовитися — шасі танка Т-26 виявилося недостатньо міцним для нормальної експлуатації гармати такого значного калібру. Доля дослідного зразка невідома, за деякими відомостями, він був перероблений в САУ СУ-5-2 з 122-мм гаубицею зр. 1910/30 рр..
У 1933 році завод розпочав проєктувати на базі Т-26 безбаштовий артилерійський танк АТ-1 (самохідно-артилерійську установку закритого типу), озброєний новою перспективною 76-мм гарматою ПС-3. Випробування танка відбулися в 1935 році.
Відповідно до Постанови СТО № 51 від червня 1933 року «про виготовлення двох дослідних зразків неплаваючих колісно-гусеничних танків типу ПТ-1», у 1934 році завод виготовив два дослідні зразки колісно-гусеничних танків, які отримали найменування Т-29-4 і Т-29-5. Дослідний зразок еталонного танка Т-29 був виготовлений заводом в 1935 році.
У 1933 році під керівництвом П. Н. Сячінтова почалося проєктування і виготовлення самохідної установки для «триплексу ТАОН» (невдовзі отримав індекс СУ-14). Перше шасі було готове в травні 1934 року, але через поломки трансмісії, яку запозичили від середнього танка Т-28, його доведення протривало до кінця липня 1934 року. Використовуючи досвід, отриманий під час роботи над СУ-14, конструкторський відділ заводу розробив креслення для побудови еталонного зразка самохідної установки СУ-14-1, поліпшеного варіанту СУ-14, який був виготовлений на початку 1936 року. В кінці того ж року була розроблена модифікація цієї самохідної установки — СУ-14-Бр-2 з 152-мм довгоствольною гарматою Бр-2.
До середини жовтня 1935 року на базі танка Т-26 була виготовлена самохідна установка СУ-6

### Німецькі САУ на шасі трофейних Т-26 (Pak 97/38)
Наприкінці 1943 року німці в польових умовах встановили 10 гармат Pak 97/38 (франко-німецьких) на шасі трофейних радянських танків Т-26. Отримана протитанкова САУ отримала назву 7,5 cm Pak 97/38(f) auf Pz.740(r). Нові САУ надійшли на озброєння 3-ї роти п'ятсот шістдесят третього протитанкового дивізіону. Втім, їх бойова служба тривала недовго — 1 березня 1944 року вони були замінені на САУ Marder III.

## Перебував на озброєнні

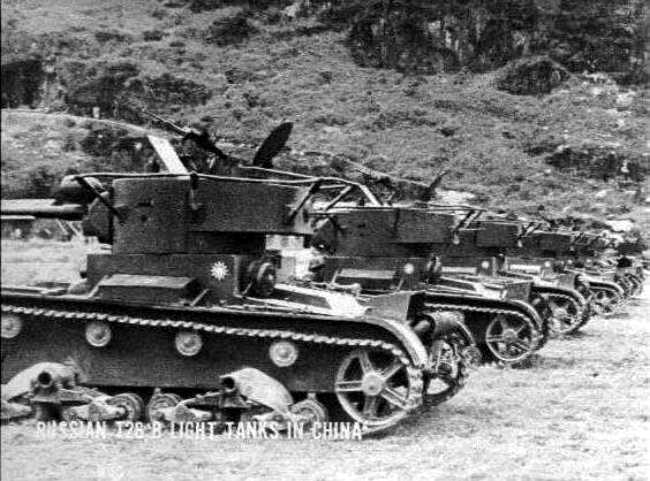
Т-26 в Китаї

- СРСР
- Фінляндія — 126 танків, декілька десятків з них були списані тільки в 1961 році.
- Іспанія — 116 танків Т-26В.
- Третій Рейх— декілька десятків машин (Panzerkampfwagen T-26 737(r)).
- Республіка Китай — 82 танки Т-26В (модель 1933).
- Туреччина — 60 танків.
- Афганістан — 2 танка (перша модель).
- Угорщина — 1 екземпляр, Т-26 зразка 1938 р., номер: Н-035.
- Румунія — захоплено близько 30 танків, але відомо про використання тільки одного танка.
- Словаччина — 2 екземпляра, один з яких експонувався на виставці трофейного озброєння в Братиславі.

## Експлуатація та бойове застосування

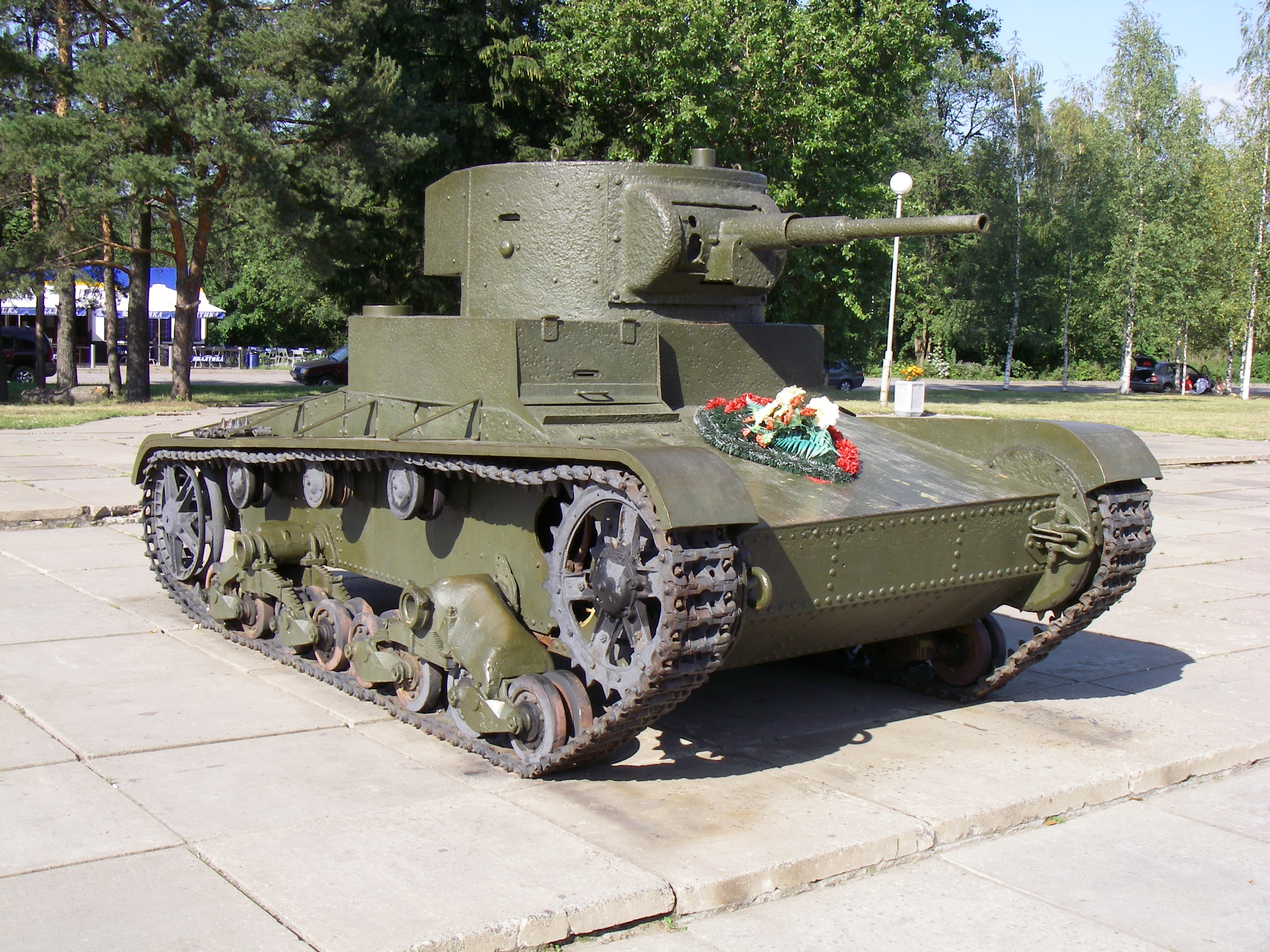
Т-26, встановлений біля музею-діорами «Прорив блокади Ленінграда» біля Кіровська

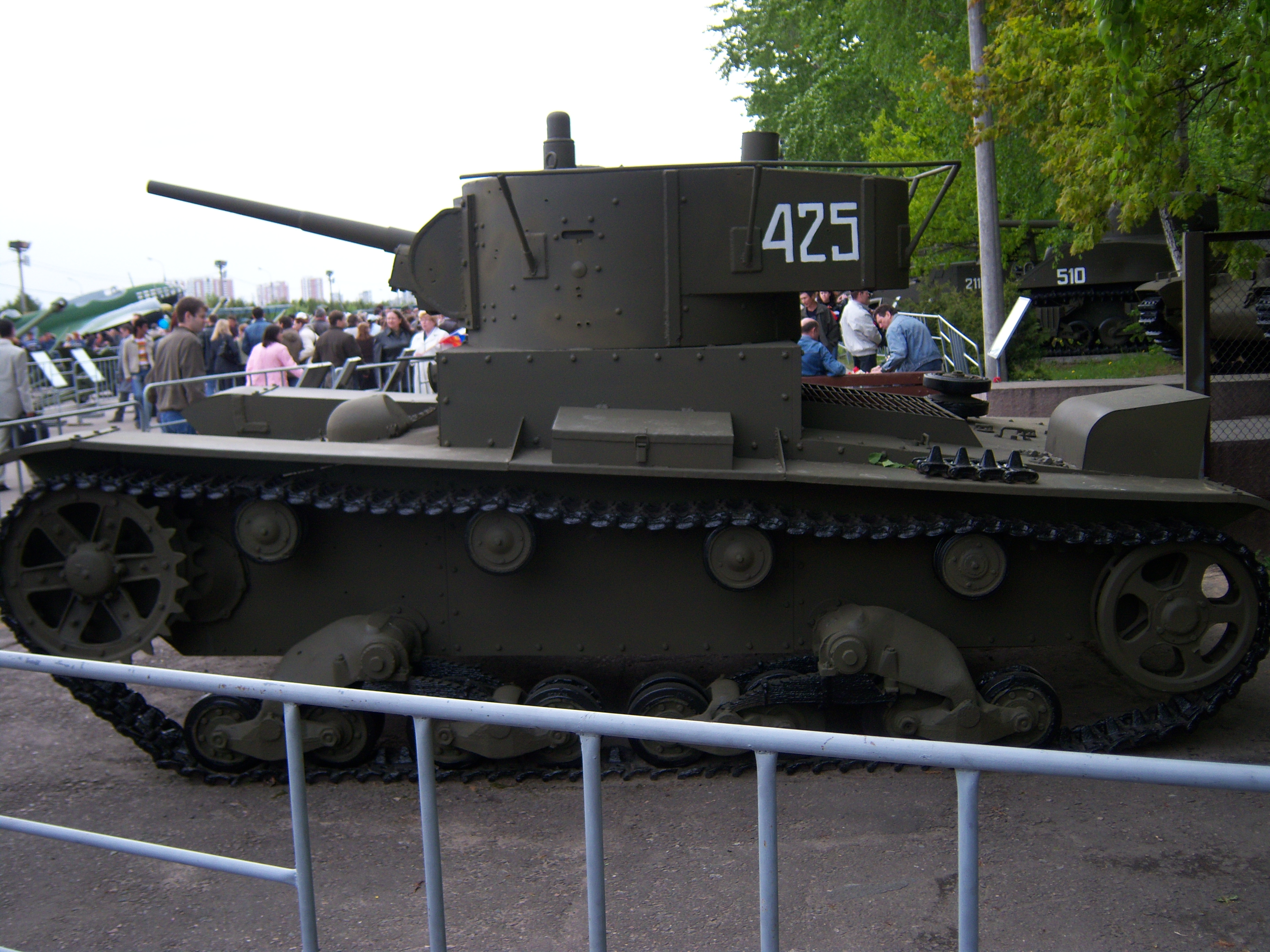
Танк Т-26 з радіостанцією

Т-26 брали участь в боях громадянської війни в Іспанії, біля озера Хасан і на річці Халхин-Гол, у польській кампанії та радянсько-фінській війні.
Поряд з БТ, танки Т-26 складали основу радянського танкового парку перед початком Німецько-радянської війни та в її початковий період.
 
Слід зазначити, що танки типу Т-26 в свій час були популярні, але відсутність координації в танкових частинах (деколи в танку просто не було радіостанції) і тихохідні Т-26 робили його легкою здобиччю для танків противника.
Але було кілька прийомів, характерних саме для Т-26, які перетворювали його в м'ясорубку на передовій. Ось що відомо з хронік:

«Танки Т-26 забезпечені двома баштами використовувалися як танки вогневої підтримки піхоти. Довжина (колісної) бази була близько 2 метрів. Ширина окопів піхоти була близько 50-70 см. Це дозволяло використовувати Т-26 в першій лінії атаки і зачищати окопи противника. Танк вставав на окоп, розгортав башти під 90 градусів до курсу, так щоб права башта прикривала правий бік танка, аналогічно для лівої. Потім кулеметники вели щільний прицільний вогонь по піхоті, прострілюючи весь окоп однією чергою.»
Одним із суттєвих недоліків двухбаштових моделей було те, що стрільці правий і лівий періодично заважали один одному вести вогонь. З появою протитанкових рушниць застосування Т-26 стало ризикованішим. Броню на останніх моделях зробили товщу і поставили під гострішим кутом (вважалося, що це сприяє рикошету куль і снарядів, що далеко не завжди виручало).
У однобаштовому Т-26 зварна башта була зміщена вліво. Гармата і кулемет монтувалися в спареній установці, захищеній бронемаскою. Частина танків отримала додатковий кулемет в кормовій ніші башти, який також міг встановлюватися як зенітний на турелі командирського люка башти. Але після модернізації танк став важчим (броня товща) і незначно втратив у швидкості. При цьому бронювання танка залишалося протикулевим. Попри слабкий бронезахист, танк був живучий через те, що двигун і баки розташовувалися в кормовому відділенні за перегородкою. У цього танка був рекордний для того часу боєзапас — 230 37-мм снарядів, як бронебійних, так і запалювальних.

### Громадянська війна у Іспанії
Силуети 15 танків, 15 надсучасних машин ледь вимальовувалися в досвітніх сутінках. Позаду був нічний марш-кидок, а попереду … попереду — лінія оборони фашистів. Що чекає там радянську танкову роту? Для неї 26 кілометрів марш-кидка були дрібницею, а от як піхота, чи не втомилися люди? Чи не відстануть вони від танків? Чи точні відомості розвідки? Чи встигли фашисти обладнати на захопленому рубежі вогневі точки? Через кілька годин все стане ясно.

Пора. Заревли мотори. Танки капітана Армана рвонулися вперед.
Поль Матіссовіч Арман не був французом. Родом він з Латвії, але підлітком прожив кілька років у Франції, і перше посвідчення особи отримав там, звідси і незвичайне ім'я. До війни був командиром танкового батальйону під Бобруйськом.
Протитанкових засобів у фашистів не виявилося, лише по броні горохом сипалися кулеметні черги. «Кулемет — найлютіший ворог піхоти», — так написано в повчанні, і танкісти прочесали помічені вогневі точки вогнем і гусеницями. Піхота таки відстала. Затримуватися не можна, засічуть і накриють авіацією або артилерією. Відступати? Капітан Арман був швидкий у рішеннях. На командирському танку замиготіли прапорці: «Роби як я», — і танки понеслися вперед. Ось і околиці містечка. Рейду радянських танків ніхто не чекає, та й фашистів у містечку за даними розвідки немає. Танки несуться з відкритими люками, у головний машині — Арман.
Раптом з-за рогу вибігає італійський офіцер, розмахуючи руками, щось кричить. «Прийняв за своїх», — зрозумів Арман. Зачинились танкові люки. Фашистському мотопіхотному батальйону не пощастило. По бруківці котяться колеса, летять уламки вантажівок, вцілілі солдати ховаються за кам'яними парканами. Але збентежені фашисти швидко оговталися, летять пляшки з бензином, на дахи будинків витягали вцілілі гармати. Командир добре знає, що в місті однією бронетехнікою воювати не можна, відразу спалять. Нове рішення — йдемо далі. Танки проносяться крізь містечко, на околиці змітають дві артилерійські батареї.
А ось і італійські танки. Коротка дуель — і три «італійця» горять, інші п'ять відступили. Нашим танкам їх стрільба не пошкодила.
Далі діяти в тилу противника ризиковано, та й боєкомплект під кінець. Рота знову пронизує лінію фронту, тепер уже у зворотному напрямку.
Піхота за день так і не прорвала оборону фашистів. Після відходу танків ожили вцілілі кулемети, налетіла авіація супротивника … Бій не вдався. І хоча Арману є чим пишатися … що доповідати командирові?
Але комбриг Кривошеїн не засмучений. Не все так погано. Танки цілі, втрати невеликі, а головне — наступ фашистів зупинено. І полковник Воронов доповів, що на допоміжному напрямі — успіх. Зайнято дві вузлові залізничні станції.
У антрацитно-чорному небі горять яскраві зірки. Помер тяжко поранений баштовий стрілець — вилазив різати телефонні дроти. Брязкає залізо, метушаться тіні від переносних ламп — це техніки возяться біля танків.
Закінчується день 29 жовтня 1936 року.

Час дії — жовтень 1936 року, місце — містечко Сесенья, на південний захід від Мадрида. —  Андрій Паршев. Коли почалася і коли закінчилася Друга світова

### Німецько-радянська війна
| На правому фланзі, в нейтральній смузі, рухається до нас Т-26, ведучи на буксирі інший, підбитий. Гармата підбитого дивиться вниз, його корма трохи димить. До повільно повзучого буксиру швидко наближається ворожий танк. Він йде йому строго в потилицю, а за ним удалечині зупинилося декілька інших німецьких машин. Я розумію його маневр: прикриваючись підбитим, буксированим танком, він прагне підійти ближче, Щоб потім, розвернувшись у бік, з ходу розстріляти буксирну машину. З башти буксира один за одним вивалюються двоє. Перестрибнувши з корми на буксируваний танк, вони зникають у відкритому отворі люка механіка-водія. Гармата підбитого танка здригнулася, піднялася назустріч переслідувачу і двічі блиснула полум'ям. Німецький танк спіткнувся і завмер … — Зі спогадів Г. Пенежка, Героя Радянського Союзу |

Найбільш інтенсивне використання танків цього типу було в ході Зимової війни на фінському фронті в 1940 році, а також на початку Німецько-радянської війни в 1941 році. Танки Т-26 були найчисленнішими в радянській армії на початок Німецько-радянської війни. У перші ж місяці війни більшість цих танків (поряд з танками інших, досконаліших моделей) було втрачено. Станом на 28 жовтня 1941 року на Західному фронті було 441 танки, з них 33 КВ-1, 175 Т-34, 43 БТ, 50 Т-26, 113 Т-40 і 32 Т-60. Останній раз Т-26 застосовувався в 1945 році проти Квантунської армії в Маньчжурії.

## Оцінка проєкту
Танки серій БТ і Т-26 складали основу танкового парку РСЧА наприкінці 1930-х років. Броньовий захист Т-26 був розрахований максимум на протидію гвинтівковим бронебійним кулям і осколкам снарядів. Тому одним з напрямків розвитку радянського танкобудування стало радикальне підвищення бронезахисту танків від вогню найбільш масових протитанкових засобів.
Громадянська війна в Іспанії, в якій взяли активну участь поставлені республіканському уряду легкі танки Т-26 і БТ-5, продемонструвала збільшення ролі протитанкової артилерії і насичення нею армій розвинутих країн. При цьому основною протитанковою зброєю стали не протитанкові рушниці і великокаліберні кулемети, а скорострільні малокаліберні гармати калібру 25-47 мм. Які, як показала практика, легко вражали танки з протикулевим бронюванням, і прорив оборони, яка мала подібні гармати, міг коштувати великих втрат в бронетехніці. Аналізуючи розвиток зарубіжної протитанкової зброї, головний конструктор заводу № 174 С. Гінзбург писав:

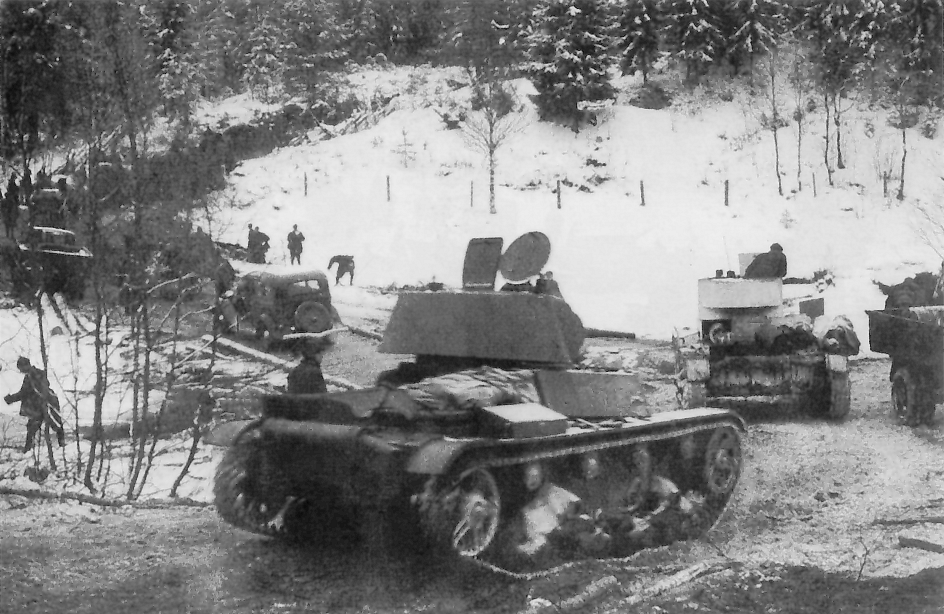
Т-26 зр. 1939 р. (Фінляндія, 1940)

| Потужність і скорострільність сучасних протитанкових 37-мм гармат є достатньою, щоб зробити безуспішною атаку роти тонкобронних танків, що виробляється в строю повзводно, за умови наявності 1-2 протитанкових гармат на 200—400 м оборони фронту … |

Вже на початку 1938 року радянські військові усвідомили, що Т-26 почав стрімко застарівати, що було відзначено С. А. Гінзбургом ще за півтора року до цього. До 1938 року Т-26, все ще перевершуючи закордонні машини по озброєнню, став поступатися їм по решті параметрів. В першу чергу відзначалися слабкість бронювання і недостатня рухливість танка в зв'язку з малою потужністю двигуна і перевантаженістю підвіски. Більш того, тенденції у розвитку світового танкобудування в той час були такі, що вже в самому найближчому майбутньому Т-26 міг втратити і останнім свою перевагу в озброєнні, тобто до початку 1940-х рр.. стати остаточно застарілим. Однак відразу перейти до проєктування принципово нового танка підтримки піхоти радянське керівництво не зважилося, порахувавши, що конструкція Т-26 ще має можливості для її серйозної модернізації.

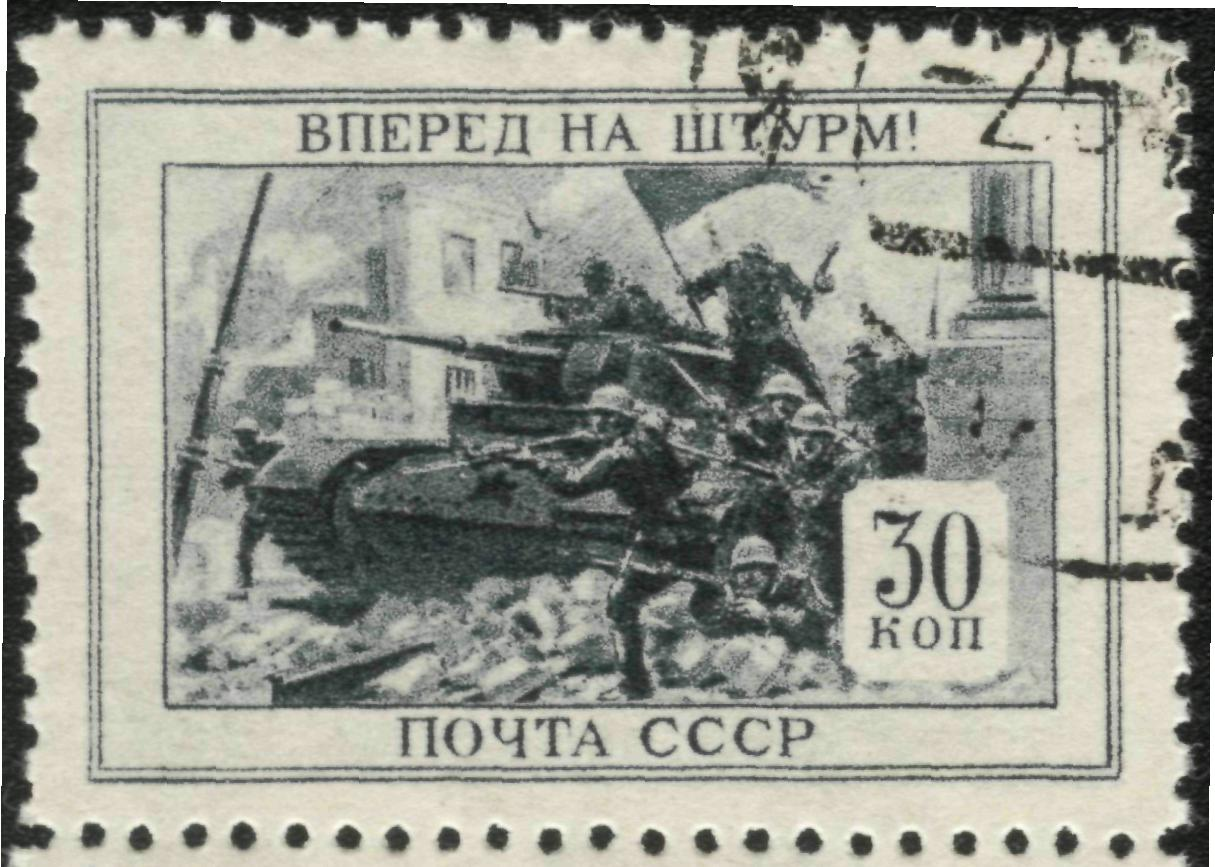
Т-26 на марці воєнного часу Пошти СРСР "Вперед на штурм ! "

На 22 червня 1941 року в РСЧА налічувалося близько 10 тисяч Т-26. Слабке (протикульне) бронювання і низька рухливість танка були одними з факторів, що призвели до низької ефективності застосування цих танків в початковий період Німецько-радянської війни. Однак, слід зазначити, що бронювання більшості німецьких танків того часу було вразливим для 37 — або 45-мм гармат Т-26.
Більшість танків Т-26 було втрачено радянською стороною в перші півроку війни.
Значна частина втрат танкових військ РСЧА влітку 1941 року носила небойовий характер. Зношені старі танки Т-26 і БТ разом з недоведеними Т-34 та КВ під час зверхфорсованих маршів ламалися і кидалися на захопленій ворогом території, в результаті глибоких проривів вермахту деякі танки були захоплені навіть на залізничних платформах — їх не встигли вивантажити для вступу в бій або евакуювати в тил для ремонту.
Поразки РСЧА в перший період Німецько-радянської війни деякі спостерігачі пояснювали низькою кваліфікацією вищого і середнього командного складу. Як повідомив на допиті потрапивши в полон під Сенно (Див. Лепельскій контрудар) колишній командир гаубичної батареї 14-ї танкової дивізії, Я. Й. Джугашвілі:

Невдачі [радянських] танкових військ пояснюються не поганою якістю матеріалів або озброєння, а нездатністю командування і відсутністю досвіду маневрування[…]. Командири бригад-дивізій-корпусів не в змозі вирішувати оперативні завдання. В особливій мірі це стосується взаємодії різних видів збройних сил.

## Т-26 у комп'ютерній і ігрової індустрії
Т-26 можна побачити в наступних іграх:
- в серії ігор «Sudden Strike»;
- в серії ігор «Бліцкриг»;
- в модифікації «Визволення 1941-45» (Liberation mod) для Operation Flashpoint: Resistance;
- в грі «Друга світова»;
- в MMO-грі «World of Tanks»[54];
- в серії ігор «В тилу ворога».

Відображення тактико-технічних характеристик бронетехніки та особливостей її вживання в бою в багатьох комп'ютерних іграх (крім серії ігор «В тилу ворога») часто далеко від реальності.

### Зноски
1. ↑  На серійному Т-18, як і на Т-19, доступ до двигуна був можливий з бойового відділення танка через люки в перегородці.
2. ↑  яка вважалася на той час керівництвом СРСР як найймовірніший військовий супротивник.
3. ↑  У тодішній радянській термінології — гармата з більшою, в порівнянні з тими що знаходяться на озброєнні, початковою швидкістю снаряда.
4. ↑  Крім цього, 6 комплектів Т-26 були в розібраному вигляді відправлені на Сталінградський тракторний завод.
5. ↑  В тому числі 15 радійних з циліндричною баштою, 5 радійних з конічною баштою і 10 лінійних с конічною баштою.
6. 1 2  Відповідно, в радійному і лінійному варіантах.
7. 1 2  По британській методиці визначення потужності.
8. ↑  Технічна скорострільність без урахування часу на прицілювання. Реальна скорострільність навіть у найкращих умовах була нижчою, бо після кожного пострілу і перезарядження, внаслідок застосованого методу наведення, стрільцю доводилося наводити гармату заново.
9. 1 2  80 % флегматизованого гексогена + 20 % алюмінієвої пудри.

### Відео
- Finnish T-26 tank(англ.)
- T-26 display (The Parola Tank Museum)(англ.)